# Parc de la Ciutadella
El parc de la Ciutadella de Barcelona està delimitat pels passejos de Pujades, de Picasso i de Circumval·lació i el carrer de Wellington i té una extensió de 17,42 hectàrees (31 amb el Zoo), essent el parc urbà més gran de la ciutat després del de Montjuïc. Dissenyat per Josep Fontserè i Mestre sobre els terrenys de la fortalesa de la Ciutadella i inaugurat el 1881, va acollir l'Exposició Universal de 1888, i el 1951 va ser declarat monument històric-artístic. Disposa d'una extensa col·lecció d'art públic, que el converteix en un museu d'escultures a l'aire lliure.

## Història

### Orígens

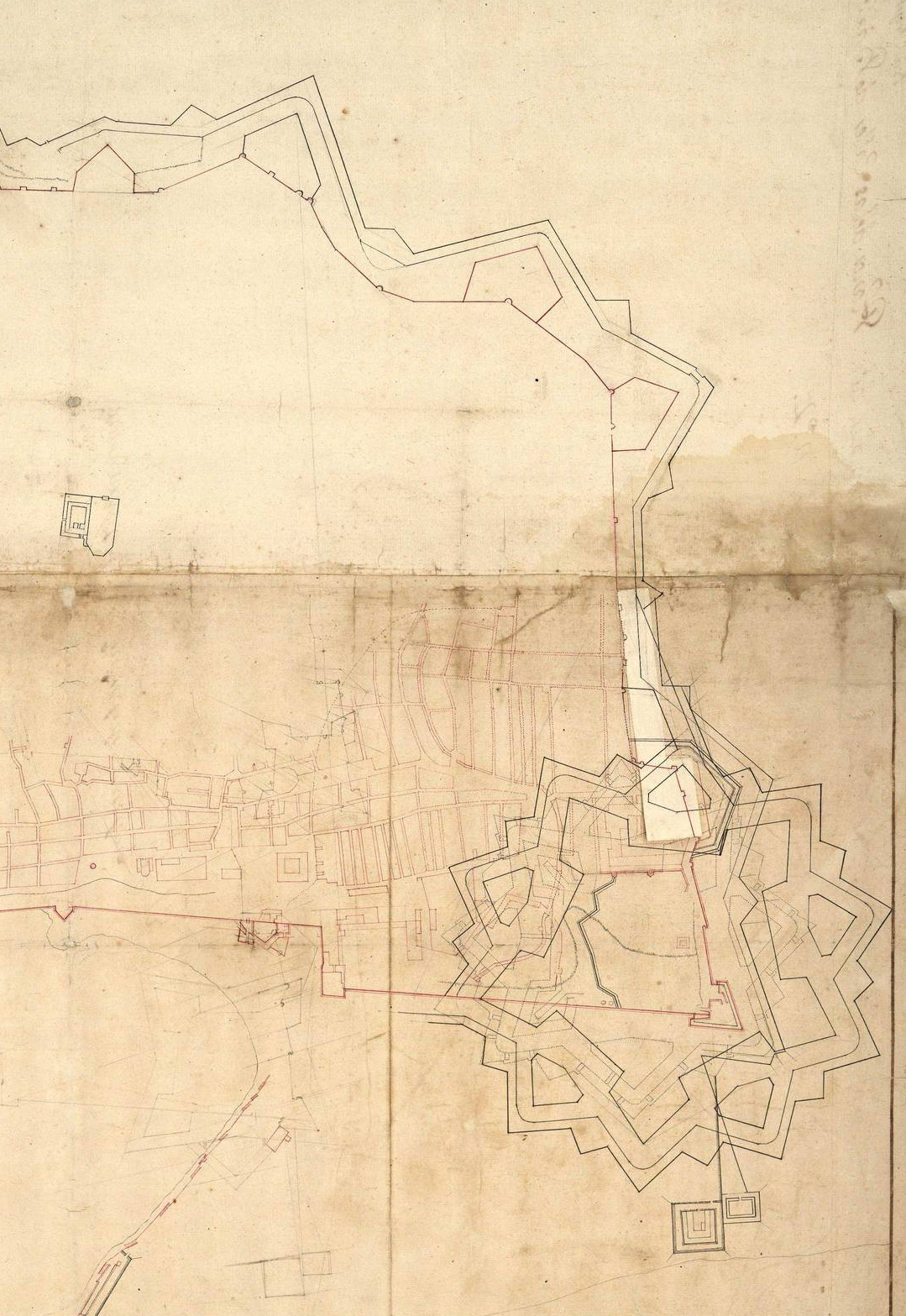
Plànol de Barcelona de 1715 amb el projecte de Ciutadella i la superposició sobre la trama urbana

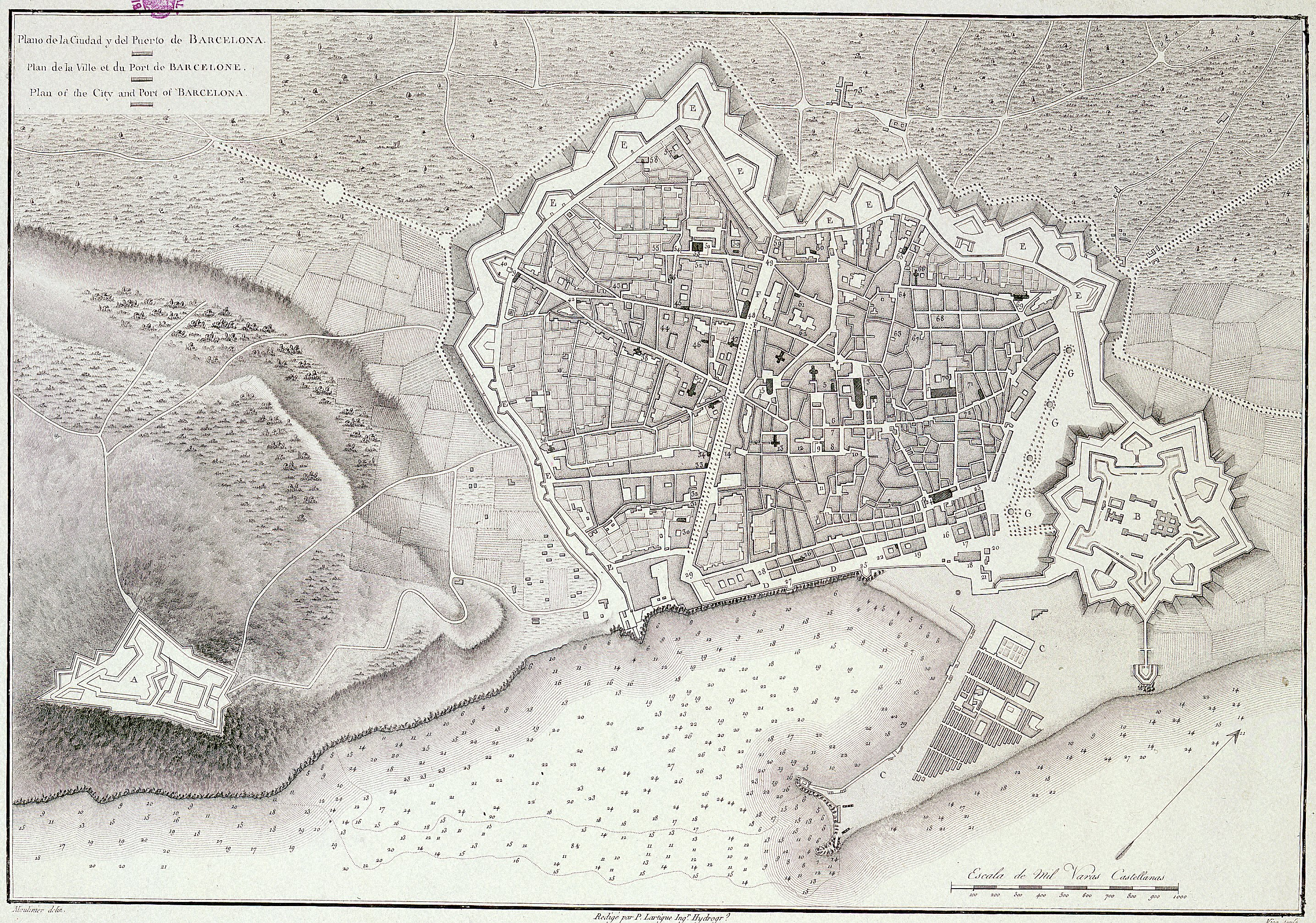
Plànol de Barcelona amb la Ciutadella integrada dins de les muralles (1806)

El parc de la Ciutadella es troba a la part occidental del delta del riu Besòs, al solar del barri de la Ribera. Era un barri de pescadors i mariners, les principals construccions del qual eren l'església de Santa Maria del Mar i els convents de Sant Agustí i Santa Clara.
El 1700, la mort sense descendència del rei Carles II va provocar un conflicte successori que va donar origen a la Guerra de Successió (1701-1714), on van intervenir les principals potències europees: França en defensa del pretendent Felip de Borbó —futur Felip V— i el Sacre Imperi Romanogermànic, Gran Bretanya, Països Baixos i Portugal a favor de Carles d'Àustria —futur emperador Carles VI.
Catalunya va optar inicialment per Felip, el qual va jurar les constitucions catalanes davant les Corts el 1701. No obstant això, alguns excessos comesos pel virrei Francisco Antonio de Velasco, al costat d'altres factors, van provocar un gir en les simpaties d'alguns dirigents catalans, els quals el 1705 es van passar al bàndol de Carles. Felip V va intentar recuperar la capital catalana el 1706, amb un exèrcit que va assetjar Barcelona per terra i mar, però va ser obligat a retirar-se. Malgrat tot, l'èxit de l'ofensiva francesa en les batalles d'Almansa (1707), Brihuega i Villaviciosa (1710) i la retirada del pretendent austríac després de la seva entronització com a emperador el 1711 (tractat d'Utrecht, 1713), van deixar sola Catalunya. Barcelona va sofrir un setge perllongat (14 mesos), fins que la ciutat va ser presa l'11 de setembre de 1714.

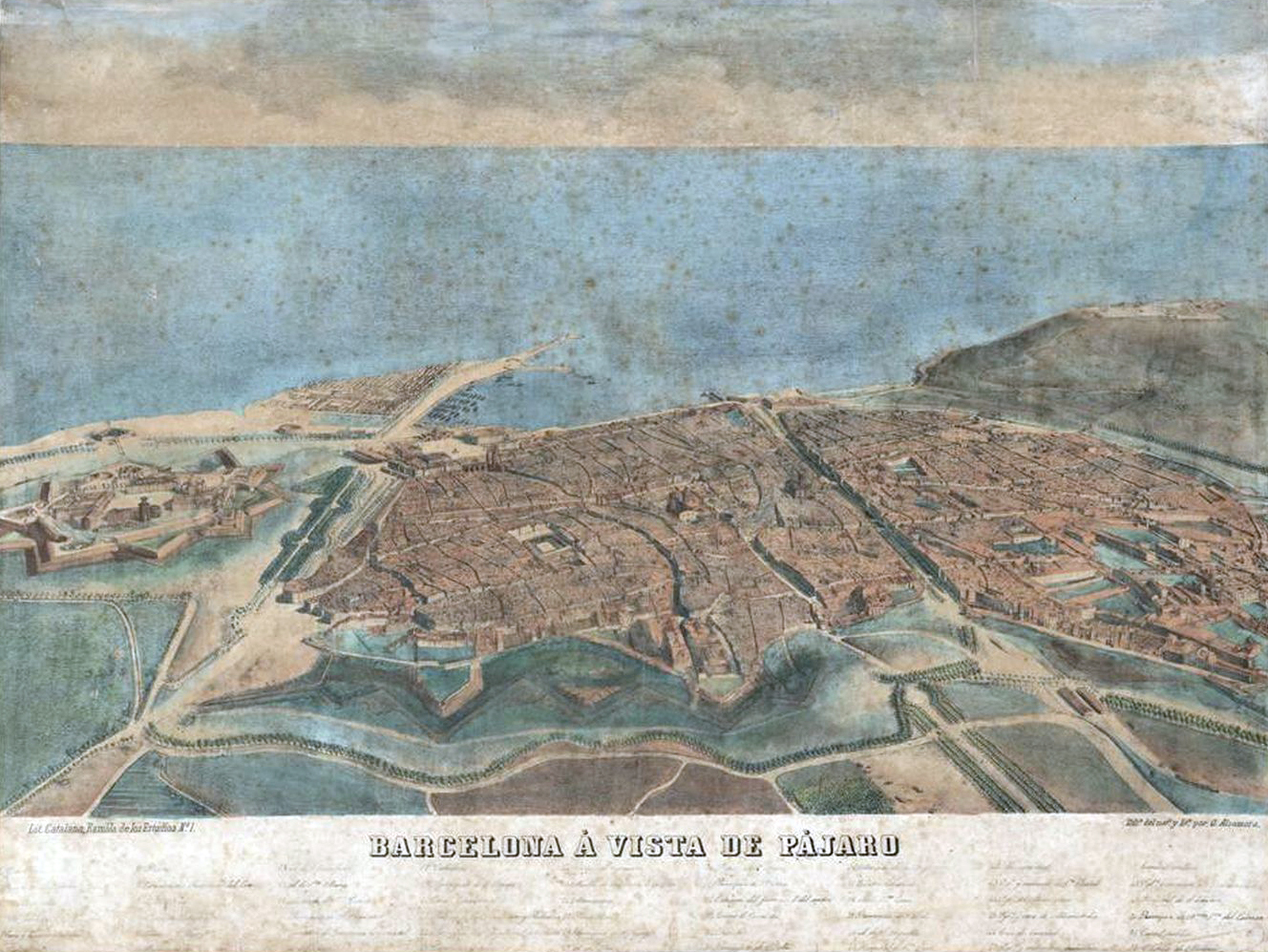
Barcelona a vista d'ocell (1857), d'Onofre Alsamora: a l'esquerra s'aprecia la Ciutadella i l'esplanada entre aquesta i la ciutat

Per mantenir la ciutat sota un ferm control, Felip V va manar construir una fortalesa per a dominar la ciutat, així com reconstruir el castell de Montjuïc, un antic baluard situat a la part alta de la muntanya homònima. La construcció de la Ciutadella es va encarregar a l'enginyer militar d'origen flamenc Joris Prosper Van Verboom i es va realitzar entre 1716 i 1751. Era un baluard emmurallat de forma pentagonal, amb una fossa de protecció i una esplanada de 120 m de separació entre les muralles i les construccions del voltant.
Per a construir-la, va ser necessari arrasar part del barri de la Ribera: es va desviar el Rec Comtal i es van enderrocar 1200 cases, a més d'edificis d'interès artístic, com els convents de Sant Agustí, Santa Clara i Mare de Déu de la Pietat, l'església de Santa Marta i l'hospici de Montserrat. En total, van ser desallotjades unes 4500 persones, sense cap indemnització i abandonades a la seva sort. Algunes van ser recol·locades tres dècades més tard al nou barri de la Barceloneta, en uns terrens guanyats al mar.
La fortalesa estava formada per cinc baluards (del Rei, de la Reina, del Príncep, de Don Felip i de Don Ferran), units per murs rectilinis amb revellins, i tenia altres dues petites fortificacions en els voltants, el fort Pius i el de Don Carles. En el seu interior, la torre de Sant Joan servia de presó i l'acompanyaven diverses edificacions per a l'aquarterament, entre les quals destacaven l'arsenal, la capella i el palau del governador. La torre de Sant Joan havia estat el campanar de l'església de Santa Clara, que es va aprofitar per a una nova funció després d'algunes reformes.
Amb el temps, la Ciutadella es va convertir en un símbol de repressió i hi van ser ajusticiats nombrosos presos polítics, especialment durant l'ocupació napoleònica i durant el govern absolutista de Ferran VII. Entre 1828 i 1830 el capità general Charles d'Espagnac va iniciar una brutal repressió contra els liberals, amb centenars d'execucions i milers d'empresonaments, generalment sense judici ni proves. El 1836, les notícies arribades a la ciutat dels excessos comesos pels carlins van conduir a la multitud a assaltar la presó de la Ciutadella i matar uns cent presoners de guerra carlins.

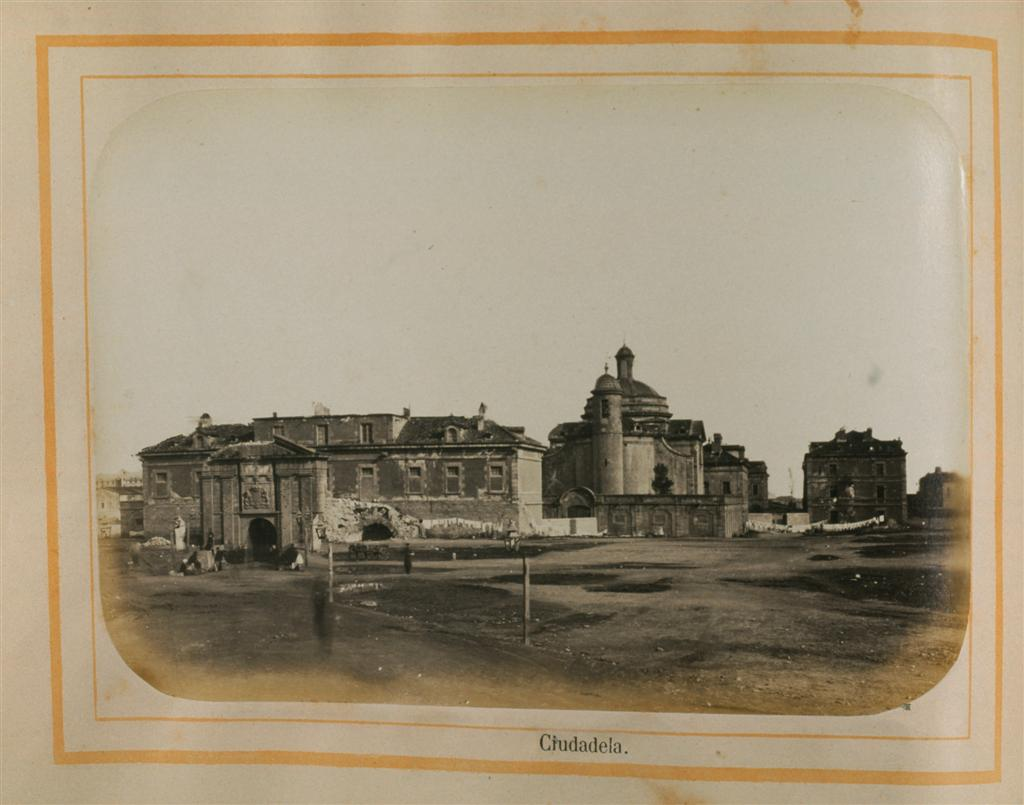
Edificis de la fortalesa de la Ciutadella el 1870, en ple procés d'enderrocament

El 1841, la Junta de Vigilància constituïda a la ciutat després de l'accés al poder del general Espartero va iniciar l'enderrocament de la fortalesa, però el fracàs del cop antiesparterista d'O'Donnell a Pamplona va parar la iniciativa i l'Ajuntament va ser obligat a reconstruir les parts enderrocades, unes obres que es van perllongar fins al 1850.

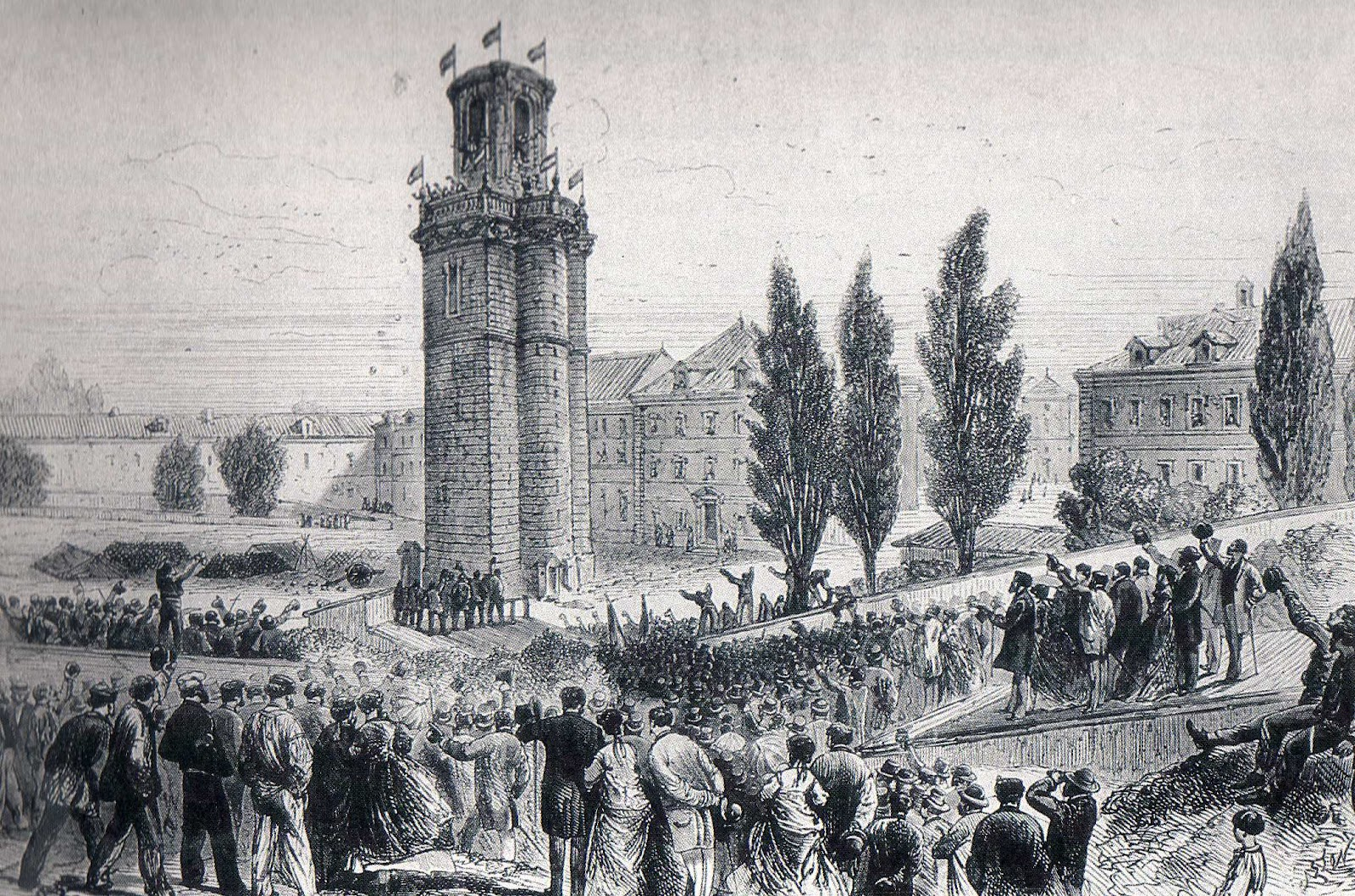
Enderrocament de la torre de Sant Joan (1868)

Amb tot, a començaments del segle xix es van realitzar entorn de la Ciutadella diverses millores urbanístiques, com l'obertura del passeig de l'Esplanada (1797), una àmplia avinguda solcada d'àlbers i oms i decorada amb fonts ornamentals, que durant un temps va ser el principal espai verd de la ciutat, desaparegut durant les obres d'urbanització del parc de la Ciutadella; o la instal·lació el 1816 del jardí del General, el primer jardí públic de la ciutat, una iniciativa del capità general Francisco Javier Castaños, amb una extensió de 0,4 ha, desaparegut el 1877 també durant la urbanització del parc.
El 1854 es van enderrocar les muralles medievals de la ciutat, tot i que aquesta circumstància no va afectar la fortalesa. L'Eixample de Barcelona es va canalitzar amb el Pla Cerdà (1859), que instituïa un traçat ortogonal entre Montjuïc i el Besòs, amb un sistema de carrers rectilinis que delimitaven una sèrie d'illes de planta octogonal. En el traçat de Cerdà, la Ciutadella estava ocupada per illes d'habitatges, excepte la part septentrional, on situava un parc i un centre de serveis; d'altra banda, aquest sector hauria estat partit per l'avinguda Meridiana. No obstant això, aquesta part no va arribar a realitzar-se.
Finalment, amb l'esclat de la Revolució de 1868 es va obrir el camí per a la demolició de la Ciutadella: el 12 de desembre de 1869 el govern del general Prim va aprovar el decret que cedia la fortalesa a la ciutat, amb la condició que el terreny anés destinat a un jardí públic i l'Ajuntament es fes càrrec del cost de la demolició. Les obres d'enderrocament van ser a càrrec de l'arquitecte municipal Antoni Rovira i Trias, i van començar amb l'enderrocament de la torre de Sant Joan, la presó militar situada a la plaça d'armes. De la fortalesa original van quedar solament la capella (actual parròquia castrense), el palau del governador (actual IES Verdaguer) i l'arsenal (actual seu del Parlament de Catalunya).

### Projecte del parc

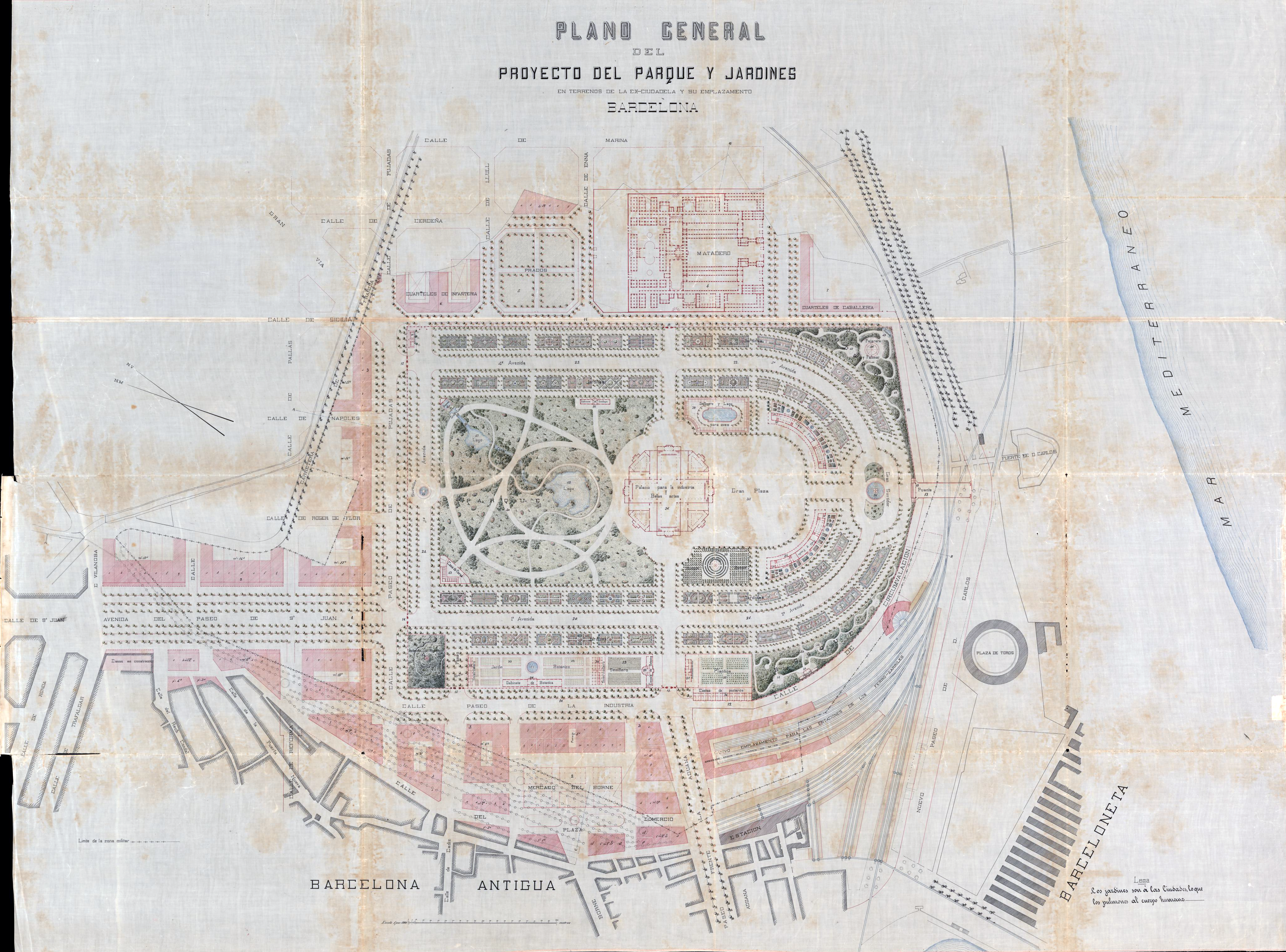
Projecte de Josep Fontserè i Mestre (1871)

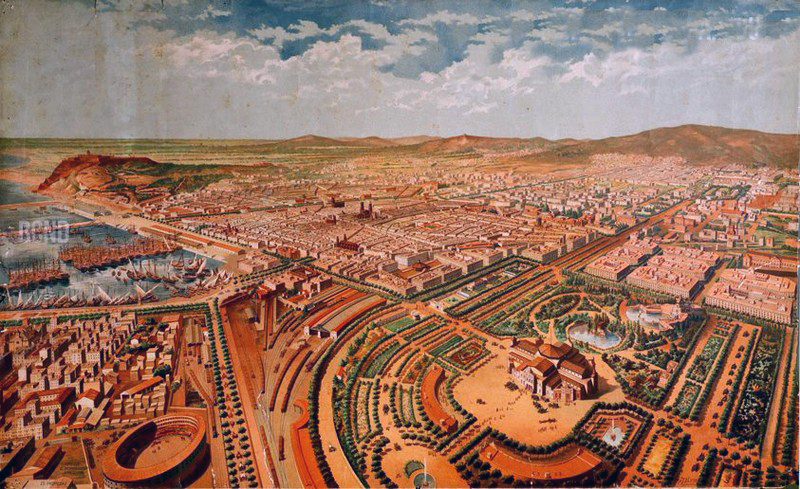
Vista aèria del parc de la Ciutadella, segons el projecte original de Josep Fontserè

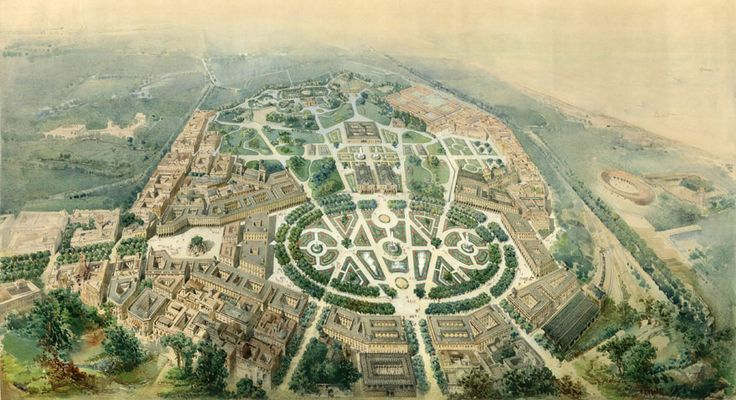
Projecte de parc de Carlo Maciachini (1871)

Davant la perspectiva de l'enderrocament de la Ciutadella creada després de la revolució de 1868 van sorgir ja alguns avantprojectes d'arquitectes i mestres d'obres que van oferir les seves propostes a l'Ajuntament: aquest va ser el cas de Miquel Garriga i Roca (15 d'octubre de 1868, 17 de novembre de 1868 i 29 de setembre de 1871), Josep Fontserè i Mestre (19 d'octubre de 1868) i Ermengol Támaro (27 de febrer de 1869). Tots ells compartien la idea d'una gran zona d'oci combinada amb la construcció d'un palau d'exposicions, en la línia del construït el 1860 en el Camp de Mart —una esplanada enfront de la Ciutadella— per a la visita de la reina Isabel II.
Per al projecte del parc, la comissió de l'Ajuntament que dirigia la reconversió de la Ciutadella, presidida per Francesc de Paula Rius i Taulet, va convocar un concurs públic el 1871. El jurat estava format majoritàriament per polítics i l'ambigüitat de les bases i el fet que estigués obert a qualsevol persona, fos arquitecte o no, va generar confusió entre els participants. D'altra banda, l'obtenció del premi no comportava l'adjudicació de les obres.
El 19 de març de 1872 el concurs es va declarar desert i es va concedir un primer accèssit al projecte presentat per Josep Fontserè sota el lema «els jardins són a les ciutats el que els pulmons al cos humà». Va haver-hi sospites que l'adjudicació va ser realitzada a dit i la polèmica es va acréixer perquè Fontserè no era arquitecte, sinó mestre d'obres, per la qual cosa no podia executar obres públiques, monumentals o religioses. També es va atorgar un segon esment al projecte d'un arquitecte milanès, Carlo Maciachini, qui va esbossar un projecte més acadèmic i estètic, però inconnex amb la trama urbana de Barcelona, segurament per desconeixement d'aquesta.
Fontserè va projectar uns amplis jardins per a esplai dels ciutadans, inspirat en jardins europeus com els de William Rent a Anglaterra, André Le Nôtre a França o les viles d'esbarjo de Roma i Florència. Juntament amb la zona verda va projectar una plaça central amb un palau d'exposicions, un passeig de circumval·lació, una font monumental i diversos elements ornamentals, dos llacs i una zona de bosc, a més de diversos edificis auxiliars i infraestructures, com un mercat (el del Born), un escorxador, un dipòsit d'aigua (actual Biblioteca de la Universitat Pompeu Fabra), un pont de ferro sobre les línies de ferrocarril i diverses casetes de serveis.
El projecte de Fontserè va tenir en compte l'articulació amb l'Eixample de Cerdà: les principals vies del parc estaven enquadrades amb la trama cerdaniana, amb una orientació preferent cap a la part nova de la ciutat a través del passeig de Sant Joan; la connexió amb la part vella de la ciutat s'efectuava a través d'una transició ortogonal articulada mitjançant el mercat; les vies del parc es diferenciaven entre les destinades a carruatges en l'exterior i els camins per als vianants a l'interior. Fins i tot el previst palau de la plaça central, denominat per Fontserè de la Indústria i les Belles Arts, tenia un traçat octogonal similar a les illes de l'Eixample, dins del qual l'edifici tindria una forma de creu grega i en els quatre xamfrans hi hauria uns claustres triangulars.
Aquest projecte es va realitzar tan sols parcialment: l'element no construït més rellevant va ser el gran palau de la plaça central, mentre que dels dos llacs solament es va instal·lar un. Cal tenir en compte a més que Fontserè no preveia mantenir cap edifici de la Ciutadella, com finalment va succeir. Quant al projecte paisatgístic, Fontserè va combinar la racionalitat dels parterres de filiació classicista amb l'exuberància i frondositat dels jardins romàntics, en un exercici d'eclecticisme típic de l'arquitectura historicista de mitjans del segle xix.
El 22 de març de 1872 es va adjudicar la direcció de les obres a Fontserè, al capdavant d'una comissió integrada pels arquitectes Elies Rogent, Joan Torras i Guardiola i Antoni Rovira i Trias. Els primers treballs es van efectuar el 1873, tot i que les obres es van perllongar fins al 1886. Aquest any Fontserè va ser substituït per Elies Rogent de cara als treballs per a l'Exposició Universal.
La lentitud de les obres va ser motivada principalment pel fet que la comissió no va abordar el projecte en conjunt, sinó que va anar aprovant gradualment treballs parcials, fet que va motivar finalment la mutilació del projecte original de Fontserè. També van influir-hi les dificultats pressupostàries motivades generalment per l'alternança política al capdavant de l'Ajuntament, així com els plets judicials amb els hereus dels antics propietaris del terreny desposseïts per Felip V per a la construcció de la fortalesa.
Fontserè va comptar amb la col·laboració d'un jove Antoni Gaudí, que va intervenir en el projecte de la Cascada Monumental, un dels punts neuràlgics del parc, on va executar el projecte hidràulic i va dissenyar una gruta artificial sota la Cascada. També va treballar probablement en la reixa d'entrada i en la balustrada del monument a Aribau.

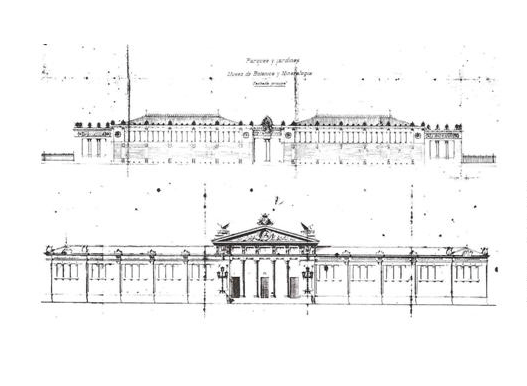
Projectes per al Museu Martorell: a dalt, de Josep Fontserè; a baix, d'Antoni Rovira i Trias

Els treballs de jardineria van ser responsabilitat de Ramon Oliva, director dels jardins públics de Barcelona des del 1874 i responsable també de diversos projectes jardinístics en altres ciutats espanyoles, com el Campo Grande de Valladolid i el Campo del Moro de Madrid. Oliva, format a Bèlgica, va aplicar a la jardineria les innovacions de la Revolució Industrial, especialment en l'ús de maquinària, però també en la gestió amb criteris empresarials. El 1874, la restauració de la monarquia va afeblir la posició de Fontserè, que era republicà, i des de l'any següent totes les seves intervencions havien de ser aprovades prèviament per Rovira i Trias. Això va comportar, per exemple, que el seu projecte per al Museu Botànic —finalment Museu Martorell— fos desestimat i substituït per un altre de Rovira.
L'arribada a l'alcaldia de Francesc Rius i Taulet el 1881 va rellançar el projecte i durant els següents anys es van finalitzar nombroses obres, com la de la Gran Cascada el 1882, la de l'Umbracle el 1883 —edificat segons un disseny de Fontserè— o la Vaqueria Suïssa —un cafè-restaurant situat al costat de l'estació de França— el 1884. No obstant això, el 1884 es va acordar mantenir diversos edificis de l'antiga fortalesa i reconvertir-los en museus i palaus d'exposicions, fet que va eliminar definitivament el projecte fontserià d'un gran palau central. El 1888 es va construir el pont de la secció marítima, que connectava el parc amb el mar per sobre de les vies de tren, obra de l'enginyer Gaietà Buïgas, que va ser enderrocat el 1939 a causa del seu mal estat de conservació després de la Guerra Civil espanyola.
D'altra banda, a la dècada de 1880 va sorgir una nova concepció de parc més simbòlic i vinculat al catalanisme, allunyat de l'asèpsia política que li havia conferit Fontserè, fet que es va concretar en monuments com els dedicats a Prim o Aribau, o en el projecte d'una galeria de catalans il·lustres que es concretaria en el canvi de segle amb la col·locació de diversos busts de catalans destacats en diverses activitats.

### Un parc científic

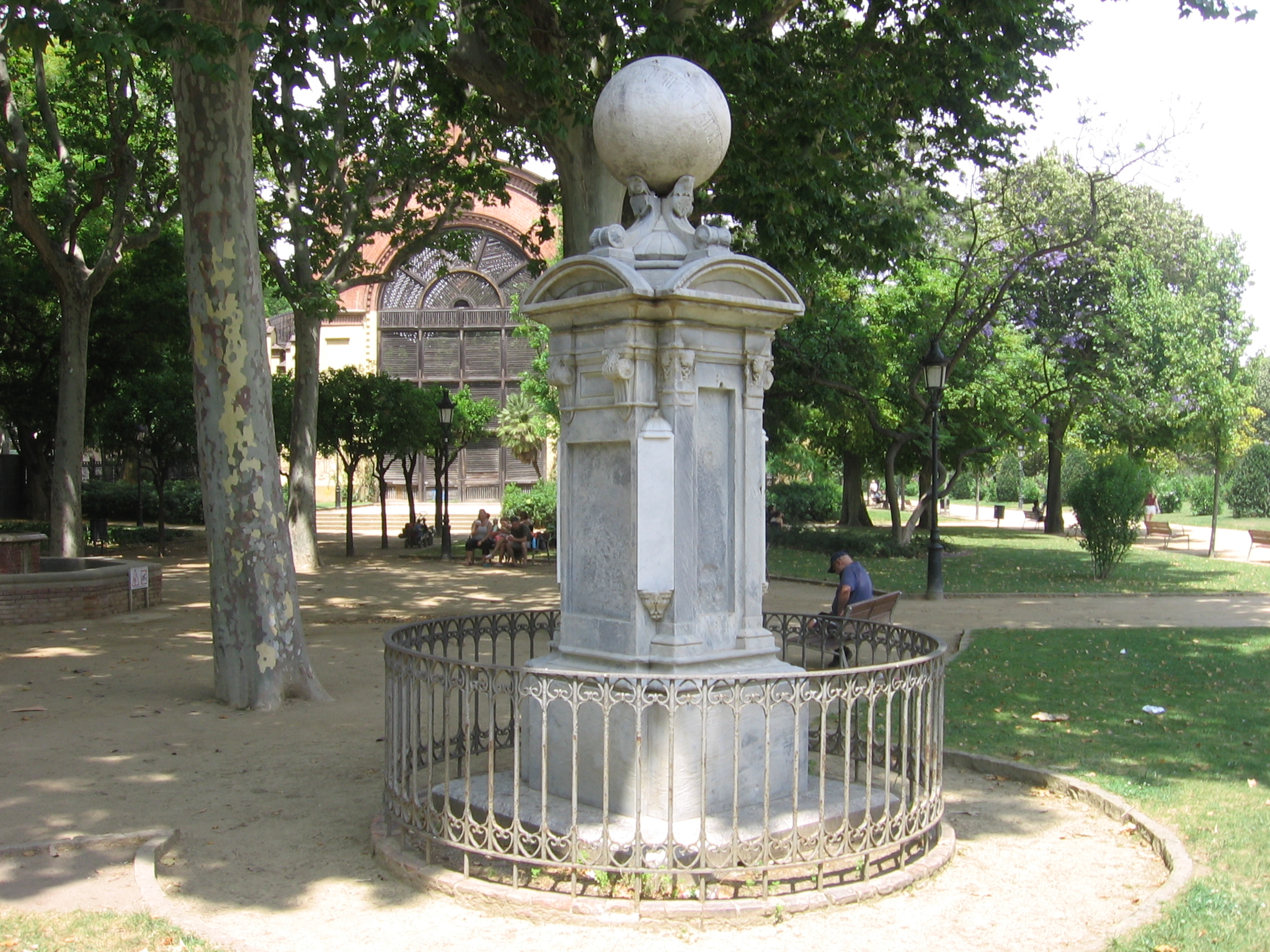
Columna meteorològica

El parc de la Ciutadella va ser concebut com un parc científic i de difusió de la cultura, en el marc dels avenços científics assolits al segle xix. Bona part de les obres arquitectòniques efectuades responien a aquest objectiu, com l'Umbracle i l'Hivernacle, els quals, al costat d'un jardí botànic que finalment no es va constituir, suposaven uns exponents de conservació i divulgació d'espècies botàniques; o el Museu Martorell, que al costat del parc zoològic està dedicat a les ciències naturals. Per la ubicació d'aquests museus Fontserè es va inspirar en el Jardí de les Plantes, de París, els museus d'història natural del qual es troben en els laterals.
A més de les mostres exhibides a l'interior dels museus es van situar al llarg del parc diversos exponents de contingut científic: en l'exterior del Museu Martorell es van col·locar una sèrie de pedres i roques de divers origen, així com un dolmen i un menhir procedents de Campmany (Alt Empordà); encara que aquests dos últims ja no es troben aquí, la col·lecció de roques encara és visible enfront del museu.
Enfront de l'Umbracle es va situar també un parc meteorològic, planificat pel marí, historiador i meteoròleg Josep Ricart i Giralt el 1884, que incloïa una columna meteorològica i una taula de marbre amb distàncies entre Barcelona i les principals ciutats del món. La primera incloïa un rellotge de sol, un termòmetre, un baròmetre i un higròmetre, al mateix temps que la columna de marbre, de forma prismàtica, assenyala els quatre punts cardinals; els aparells s'han perdut i avui dia solament queda la columna. Quant a la taula de distàncies, està dissenyada en estil Beaux-Arts, i té un punt al centre que assenyala Barcelona i la resta de ciutats col·locades de forma radial.
D'altra banda, estava previst fer una sèrie de rèpliques d'animals prehistòrics, dels quals solament es va realitzar el Mamut, obra de Miquel Dalmau de 1907, situat al costat del llac. També havia d'haver-hi un parc geològic, del qual l'únic element confeccionat va ser una rèplica de la muntanya de Montserrat, que encara es conserva dins del recinte del Zoo, dedicada a la fauna ibèrica. El conjunt es completava amb la cascada, que incloïa un aquari i una gruta amb estalactites, avui dia tancada al públic.

### L'Exposició Universal de 1888

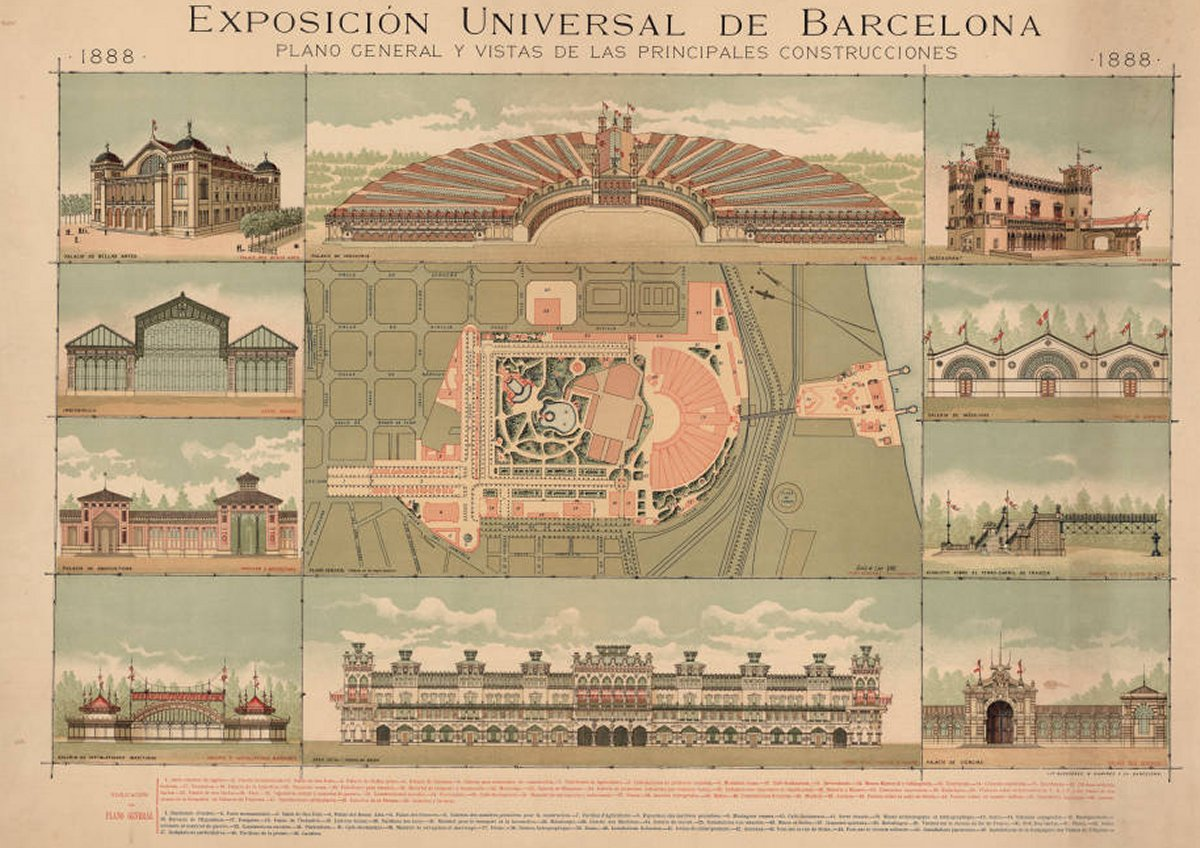
Exposició Universal de Barcelona: plànol general i vistes de les principals construccions

La idea d'organitzar una Exposició Universal a Barcelona la va tenir l'empresari gallec Eugenio Serrano de Casanova, però davant la impossibilitat de Serrano de dur a terme l'esdeveniment en solitari va assumir el projecte l'Ajuntament presidit per Francesc Rius i Taulet. El certamen va ser projectat inicialment per 1887, però pel retard en l'organització de l'esdeveniment es va postergar el projecte a l'any següent, data que fins i tot va anar una mica ajustada per concloure-la satisfactòriament, però en estar prevista per 1889 una nova exposició a París no es va poder endarrerir més.
El 30 d'abril de 1886 Fontserè va ser destituït com a director de les obres del parc, ja que s'havia mostrat poc inclinat a albergar l'exposició en el recinte, que s'hauria vist afectat per les obres de l'esdeveniment; en el seu lloc va ser nomenat director Elies Rogent. El nou arquitecte va haver de superar nombroses dificultats, entre altres l'abandó final de l'exèrcit de les instal·lacions militars, ja que fins al 4 de setembre de 1888 no es va lliurar a l'Ajuntament l'últim edifici, l'arsenal. Rogent va ampliar l'entramat urbanístic del parc a través del Saló de Sant Joan, del passeig de la Duana i cap al mar a través de la secció marítima del certamen. Al costat de les noves construccions va integrar els edificis de la vella fortalesa i va dur a terme diversos treballs d'infraestructures al parc, especialment quant a la jardineria, la il·luminació i el subministrament d'aigua.

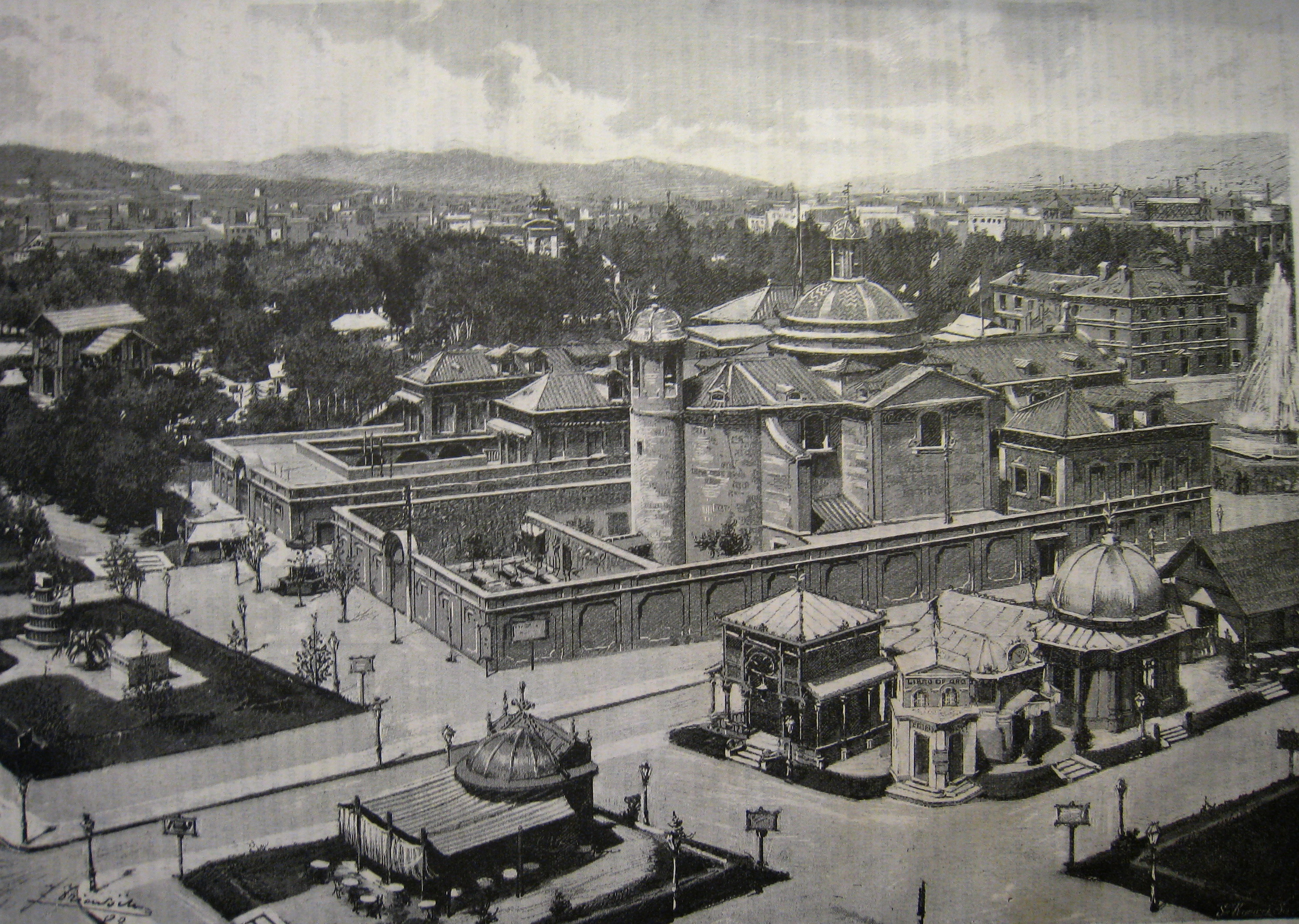
Vista general de l'Exposició

L'Exposició Universal va tenir lloc entre el 8 d'abril i el 9 de desembre de 1888. A més de la secció oficial, van concórrer un total de 22 països de tot el món i va rebre uns 2.240.000 visitants. L'incentiu dels actes firals va comportar la millora de les infraestructures de tota la ciutat, que va fer un enorme salt cap a la modernització i el desenvolupament. Tanmateix, va suposar el banc de proves d'un nou estil artístic, el modernisme, que fins a començaments del segle xx va ser el que va imperar en les noves construccions de la ciutat.
Per a l'Exposició es va construir l'Arc de Triomf, dissenyat per Josep Vilaseca en estil neomudèjar. Entre els pavellons del recinte, la majoria enderrocats després del certamen, destacava el palau de Belles Arts, obra d'August Font i Carreras, així com el palau de la Indústria, de Jaume Gustà i Bondia. També cal destacar el pavelló de la Companyia Transatlàntica, d'Antoni Gaudí, i l'Hotel Internacional, de Lluís Domènech i Montaner. Fora del recinte es va construir el monument a Colom, obra de l'enginyer Gaietà Buïgas, amb una escultura del descobridor obra de Rafael Atché.
D'altra banda, es va urbanitzar tot el front marítim de la ciutat, entre el parc de la Ciutadella i la Rambla, a través de la construcció del passeig de Colom i un nou moll, el Moll de la Fusta. Igualment, es va començar a urbanitzar la plaça de Catalunya, un procés que culminaria el 1929 gràcies a una altra exposició, la Internacional d'Indústries Elèctriques; es va cobrir la Riera d'en Malla, donant lloc a la rambla de Catalunya; es va iniciar l'avinguda del Paral·lel i es va perllongar el passeig de Sant Joan cap a Gràcia i la Gran Via de les Corts Catalanes cap a ponent. També es va dotar d'il·luminació elèctrica als primers carrers de Barcelona: la Rambla, el passeig de Colom, la plaça de Sant Jaume i l'interior del recinte.
Alguns dels edificis de l'Exposició s'han conservat: el restaurant (conegut com a Castell dels Tres Dragons i pertanyent al Museu de Ciències Naturals des del 1920), obra de Lluís Domènech i Montaner; l'Hivernacle, obra de Josep Amargós; el Museu Martorell (seu històrica del Museu de Ciències Naturals), d'Antoni Rovira i Trias; i l'Umbracle, de Josep Fontserè.

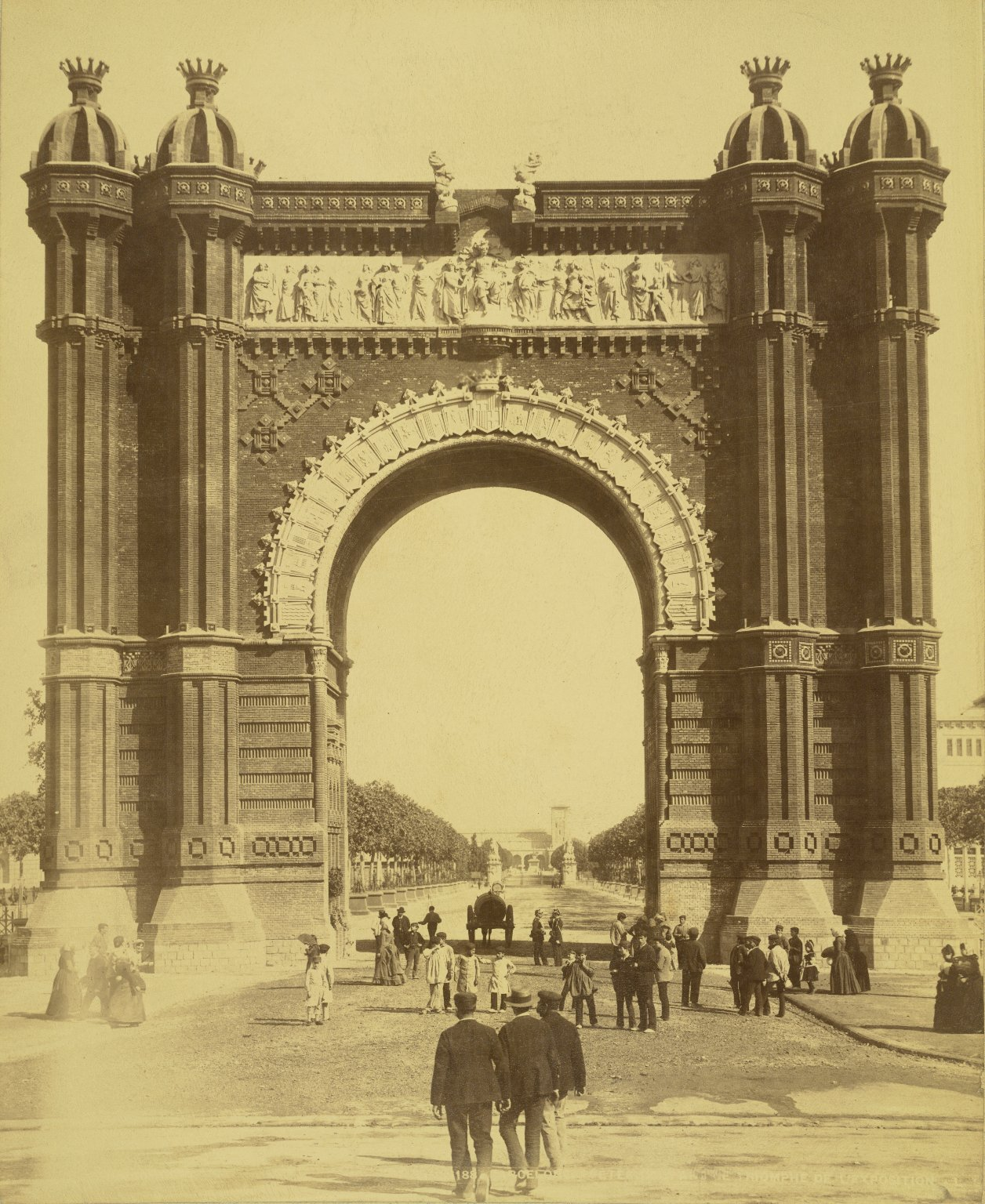
Foto històrica de l'Arc de Triomf
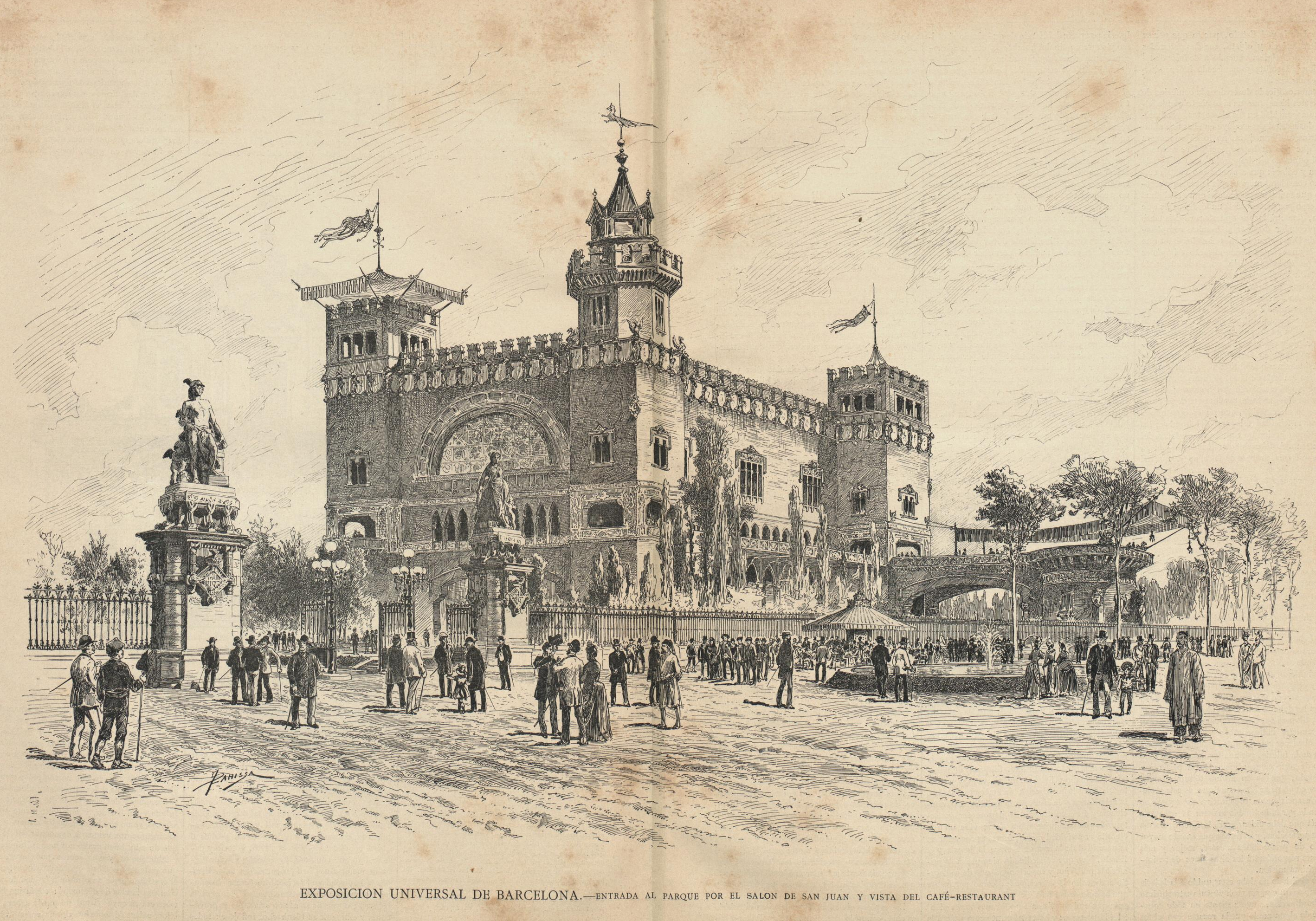
Entrada al parc pel Saló de Sant Joan i vista del café-restaurant (Castell dels Tres Dragons)
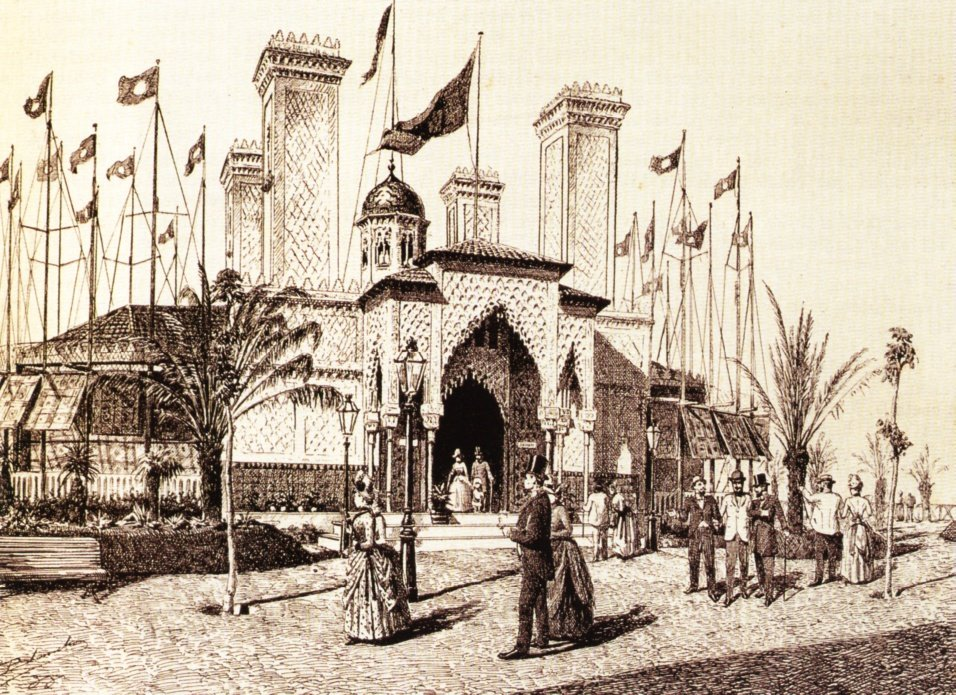
Pavelló de la Companyia Transatlàntica, d'Antoni Gaudí
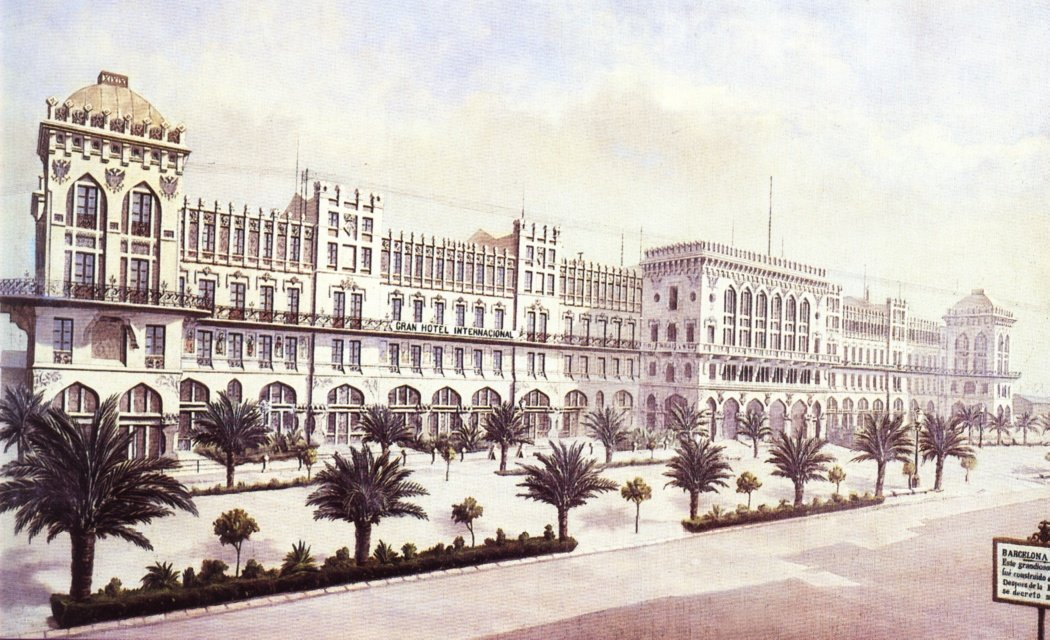
Hotel Internacional, de Lluís Domènech i Montaner
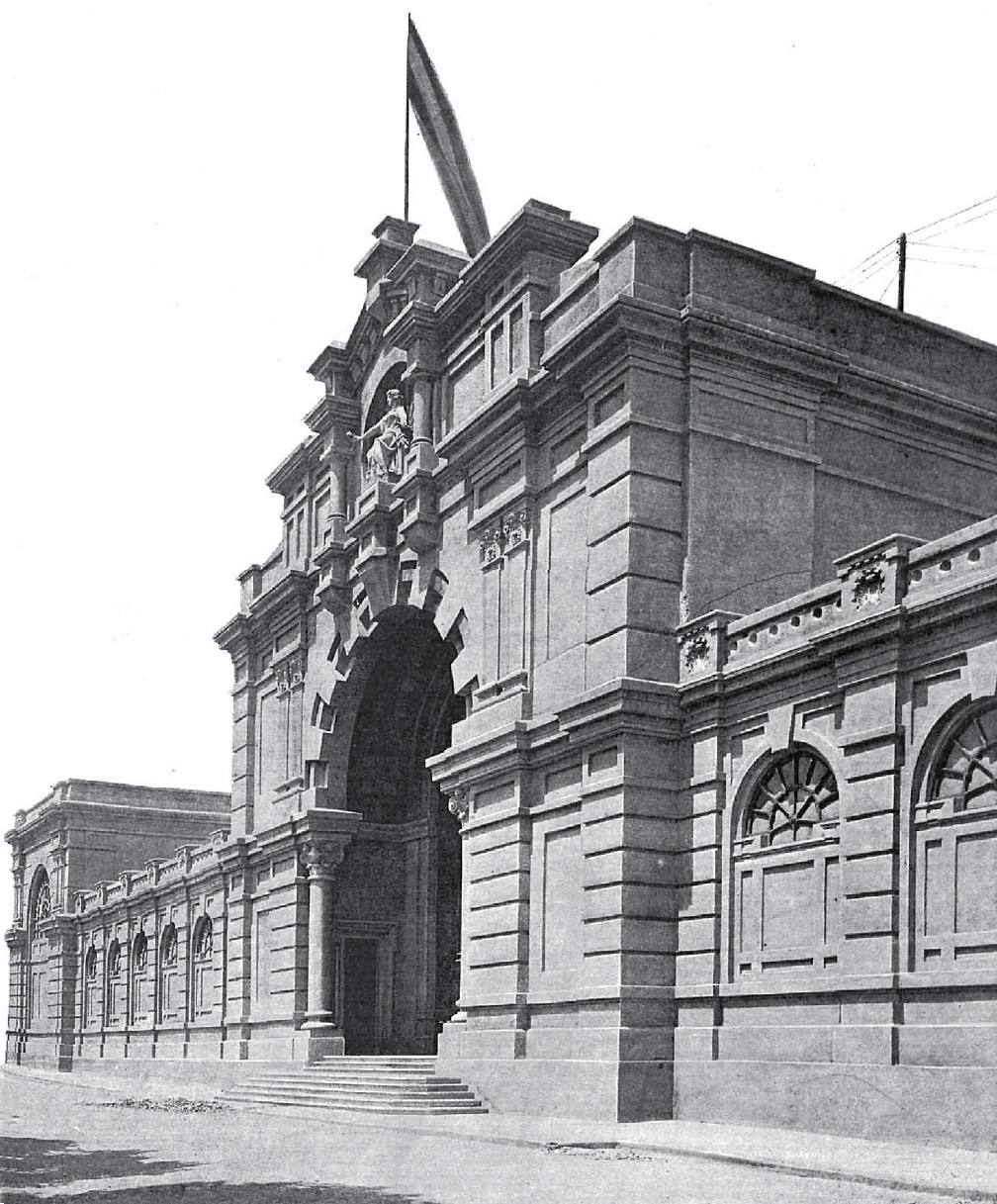
Palau de les Ciències, de Pere Falqués
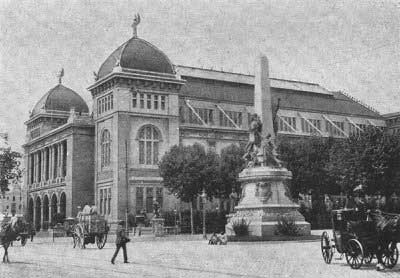
Palau de Belles Arts, d'August Font i Carreras
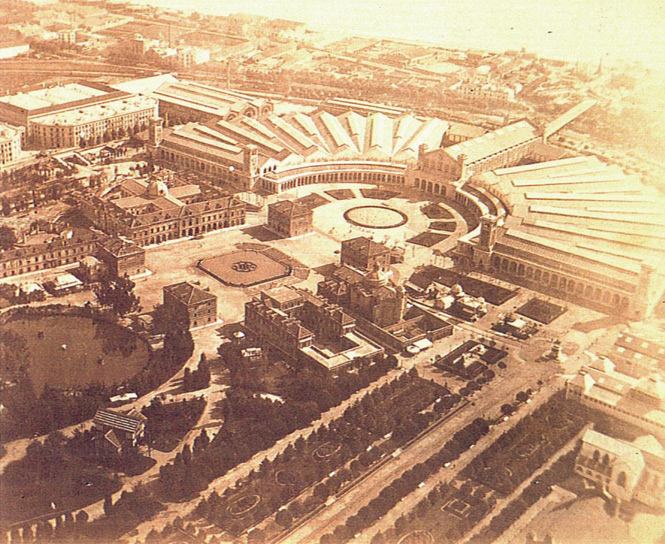
Vista aèria del palau de la Indústria, de Jaume Gustà i Bondia

### Desenvolupament posterior

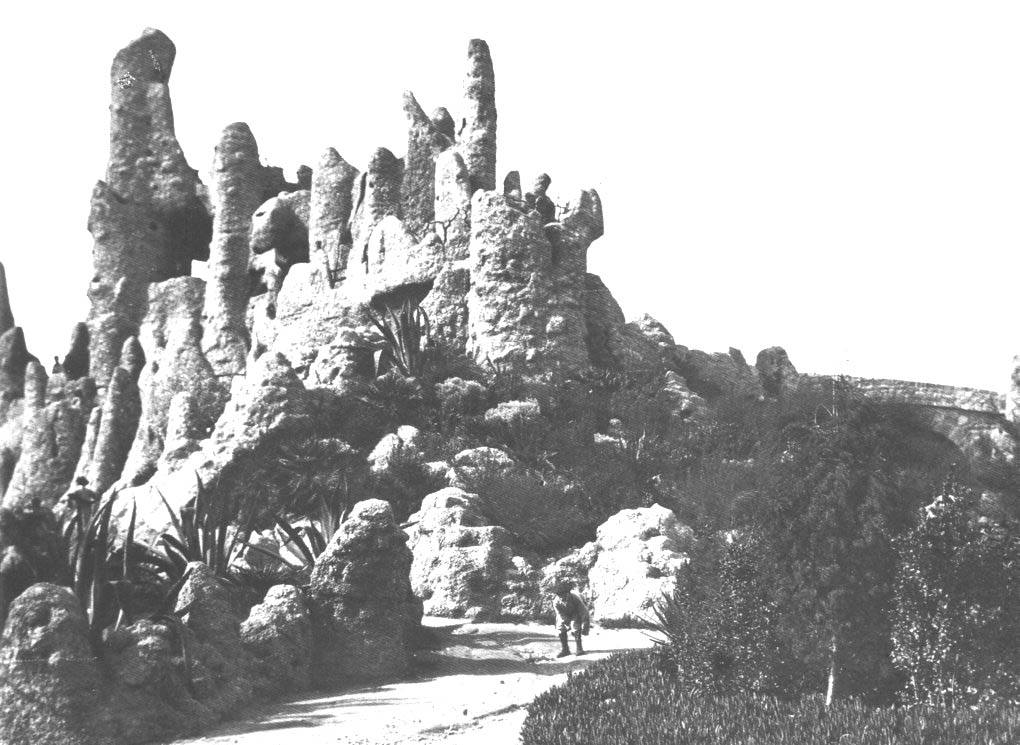
Rèplica de la muntanya de Montserrat (1895)

Després de l'Exposició va decaure l'eufòria inicial amb què s'havia escomès el disseny del parc i molts dels projectes pensats inicialment pel recinte van quedar en el tinter, com un panteó de catalans il·lustres, una biblioteca d'autors catalans, un jardí botànic o la reconversió de l'antic arsenal a palau reial.
Les següents intervencions al parc van seguir les línies generals del projecte de Fontserè, tot i que amb modificacions. L'objectiu va continuar sent un parc destinat a l'oci, la cultura i el simbolisme catalanista. Els primers treballs es van encaminar al desmantellament dels pavellons construïts de forma provisional per a l'Exposició —alguns d'ells es van mantenir fins ben entrat el segle xx, com el palau de Belles Arts o la nau central del palau de la Indústria—, així com la restauració i consolidació dels quals havien de quedar de forma permanent. Les principals dificultats van consistir a harmonitzar dins del parc la zona de l'antic pati d'armes i l'espai semicircular deixat pel palau de la Indústria.

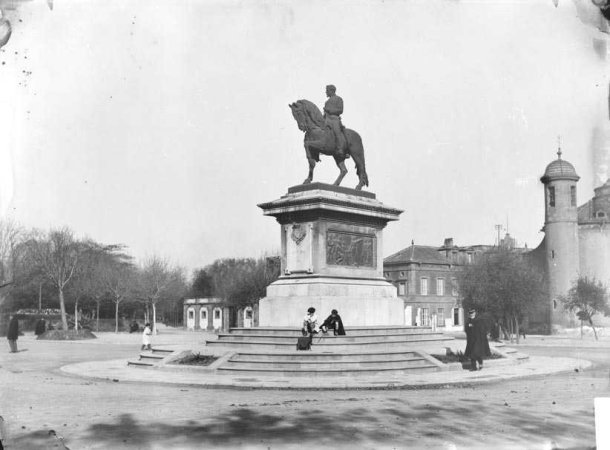
Monument a Prim (1900)

El 1892 es va inaugurar el Zoo, amb animals procedents de la col·lecció privada de Lluís Martí-Codolar i Gelabert. Dos anys després, el 1894, en el transcurs de les obres de reurbanització del parc, es van emplaçar dues placetes amb fonts, situades a banda i banda de la nau central del palau de la Indústria. La primera, la font de l'Àguila, va ser enderrocada el 1963 en el transcurs d'unes obres d'ampliació del Zoo; la segona, la Dama del paraigua, obra de Joan Roig i Solé de 1884, es troba actualment dins del Zoo.
El 1904 es va instal·lar a la plaça d'armes del parc un velòdrom, format per una pista de fusta per a bicicletes i graderies també de fusta per als espectadors. Inaugurat el 27 de setembre, a la fi d'aquell mateix any va ser desmuntat.
Durant els primers anys del segle xx el parc va ser objecte de nombrosos estudis per establir-hi unes directrius definitives sobre la funció i ubicació en l'entramat urbà, especialment davant l'aprovació el 1903 del nou projecte urbanístic per a la Ciutat Comtal, el Pla Jaussely. L'antic arsenal va ser restaurat per Pere Falqués entre 1904 i 1915, i aquest últim any va ser inaugurat com a Museu d'Art Modern. D'altra banda, des del 1905 va sorgir la idea de celebrar una altra exposició internacional —que no es va produir fins al 1929—, per la qual cosa es va tornar a pensar en l'escenari de la Ciutadella, relegat posteriorment per la muntanya de Montjuïc.
Des del 1908 es van celebrar en el palau de Belles Arts els Jocs Florals i va sorgir la idea de col·locar com a colofó cada any un bust dedicat a un personatge il·lustre català, reprenent l'antic projecte d'un panteó de catalans il·lustres, encara que en aquest cas a l'aire lliure. Es va seguir aquest costum fins al 1913, ja que a l'any següent es va interrompre per l'esclat de la Primera Guerra Mundial. En aquests anys es van col·locar els busts de Manuel Milà i Fontanals (1908), Emili Vilanova (1908), Marià Aguiló i Fuster (1909), Víctor Balaguer (1910), Lleó Fontova (1910), Teodor Llorente (1912) i Joan Maragall (1913). La majoria es troba en l'anomenat «jardí romàntic», en el sector occidental del parc.

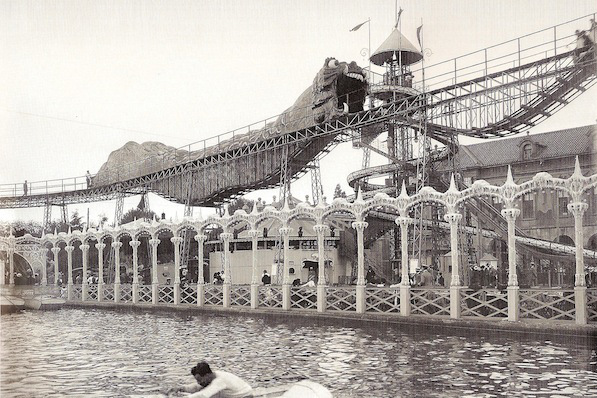
Muntanya russa Los Urales, Saturno Park

El 1911 es va instal·lar a l'antic pati d'armes de la fortalesa el parc d'atraccions Saturno Park. En el seu moment va ser el lloc d'oci predilecte dels barcelonins, que gaudien d'atraccions com les muntanyes russes Los Urales, el tobogan Water Chutt, la pista de cotxes elèctrics Witching Waves o la pista de patinatge Skating Ring. El recinte va tancar el 1921 i en el seu lloc es va instal·lar un jardí projectat per Jean-Claude Nicolas Forestier, on destaca un estany ovalat amb la cèlebre escultura Desconsol, obra de Josep Llimona.
D'altra banda, el 1913 la Vaqueria Suïssa va ser reconvertida en seu del Servei Municipal de Clavegueram i Higiene, tot i que el 1926 va ser enderrocada i en el seu lloc es va construir un col·legi, l'actual CEIP Parc de la Ciutadella.
El 1916 es va construir un casino entre el llac i la cascada, obra de l'arquitecte Josep Plantada en estil renaixentista francès. Tenia dos pisos, l'inferior destinat a cafè-restaurant i el superior on se situava el casino. Va ser enderrocat el 1964.
L'arquitecte i paisatgista Nicolau Maria Rubió i Tudurí, director de Parcs i jardins de Barcelona, va efectuar algunes intervencions al parc el 1927: va manar enderrocar el palau de la Indústria, va restaurar jardins i edificis, va ampliar el Zoo, va traçar un nou disseny per a l'anomenat passeig Militar —el que va de l'estàtua de Prim al Carrer Wellington—, va ampliar els jardins dissenyats per Forestier i va adaptar el passeig de Circumval·lació al trànsit automobilístic.

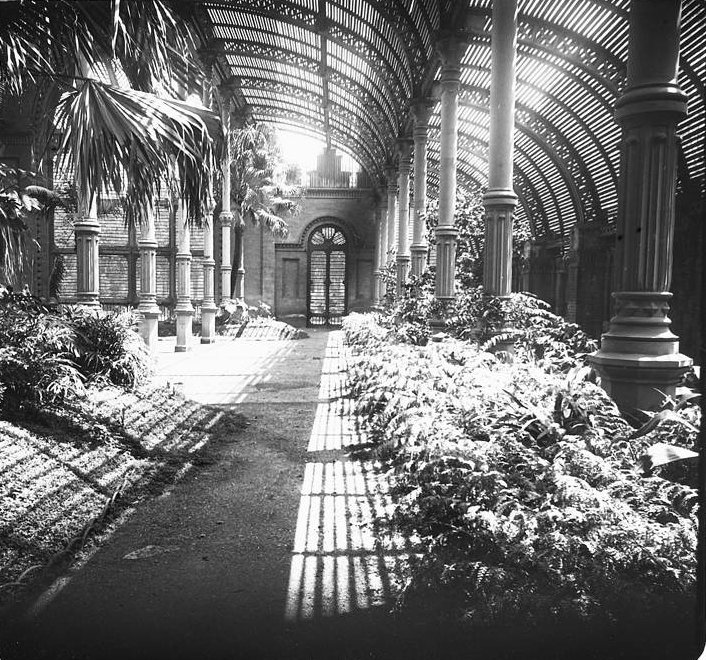
Umbracle de la Ciutadella (1922)

El 1932 l'arsenal de l'antiga fortalesa va ser convertit en seu del nou Parlament de Catalunya, després de la restauració de la Generalitat a l'inici de la Segona República. El Pla Macià, un ambiciós projecte urbanístic traçat per Josep Lluís Sert i Le Corbusier que no va arribar a realitzar-se, preveia per a tots els edificis del parc un ús dedicat a institucions autonòmiques.
Després de la Guerra Civil van ser enderrocats alguns edificis i infraestructures danyats pels bombardeigs, com el palau de Belles Arts o el pont de la secció marítima. L'arsenal va ser de nou dedicat a Museu d'Art Modern, el qual va ser inaugurat el 1945. L'església, que el 1934 havia estat destinada a panteó del president de la Generalitat Francesc Macià, va ser reconvertida en capella castrense. El palau del governador es va convertir en un institut femení d'educació secundària.
El nou consistori franquista va descurar el parc durant bastants anys i fins i tot va aprovar una ampliació de l'adjacent mercat de fruites i verdures que va comportar l'eliminació de diverses fileres d'arbres del passeig del General Martínez Anido (actualment de Picasso). Aquesta actuació va provocar una reacció de l'opinió pública barcelonina a favor del parc, fet que va comportar que el 21 de desembre de 1951 fos declarat jardí històric-artístic, després d'un dictamen de l'Acadèmia de San Fernando de Madrid.
L'etapa al capdavant de l'alcaldia de Josep Maria de Porcioles (1957-1973) va significar un nou impuls per al parc, que va ser restaurat i on es van traçar nous projectes. El 1956 es va aprovar l'ampliació i modernització del Zoo, amb uns nous criteris més naturalistes i unes noves instal·lacions més atractives per al públic. L'acotament del nou Zoo, que ocupava més d'un terç de la superfície del parc, va inutilitzar diversos trams del passeig de Circumval·lació, que van ser destinats el 1961 a zones verdes. Entre 1958 i 1965 van sorgir diversos projectes destinats al públic infantil: una ciutat en miniatura, un jardí infantil amb biblioteca i un parc de trànsit. Entre 1961 i 1964 es van remodelar els jardins del llac, fet que va comportar l'enderrocament del casino situat en aquesta zona.
Després del restabliment de la democràcia l'arsenal va recuperar la funció parlamentària i la col·lecció d'art va ser traslladada al Museu Nacional d'Art de Catalunya. En aquesta etapa el parc ha sofert poques modificacions i s'han mantingut les seves línies generals. La major part de les intervencions s'han efectuat en el seu entorn: obertura del tram inferior de l'avinguda Meridiana, soterrament parcial de les vies de tren que surten de l'estació de França, trasllat del mercat de fruites i verdures, noves estacions de metro, traçat del cinturó litoral i sanejament de les platges, un procés que culminaria amb la ubicació propera al parc de la Vila Olímpica construïda pels Jocs Olímpics de 1992.
El 1982 es va obrir el passeig del Born, que unia el mercat amb la basílica de Santa Maria del Mar, amb un projecte de Roser Amadó i Lluís Domènech i Girbau. La reforma va comportar la remodelació del passeig de Picasso, que va comptar com a element més destacat la instal·lació del monument Homenatge a Picasso, obra d'Antoni Tàpies.
Amb motiu del centenari del parc el 1988 es van efectuar diverses obres de rehabilitació: es va restaurar l'Umbracle, es va actualitzar la il·luminació, la canalització de reg i el mobiliari urbà, i es van etiquetar nombroses espècies vegetals.
Entre les últimes intervencions efectuades cal assenyalar les produïdes entre 2009 i 2010, que van generar bastant polèmica: es va eliminar el parc infantil de trànsit, els terrenys del qual van ser aglutinats al Zoo, amb la pèrdua d'un dels dos jardins d'ampliació de la plaça d'armes projectat per Rubió i Tudurí el 1927; i es va construir un poliesportiu al costat de l'entrada al parc per l'avinguda de Picasso, fet que va suposar la pèrdua de 2000 m² de jardins.
Des d'inicis del segle xxi s'han formulat diversos projectes de reforma i ampliació del parc, una de les premisses principals de la qual seria la de connectar-ho amb la platja, salvant les vies de tren de l'estació de França: un primer projecte, desenvolupat per Enric Batlle i Joan Roig, es va plantejar el 2003 sota l'alcaldia de Joan Clos; el 2012, sota l'alcaldia de Xavier Trias, es va esbossar un altre a càrrec d'Enric Ruiz-Geli; finalment, el 2018 es va anunciar un altre projecte durant l'alcaldia d'Ada Colau, que a més d'estendre el parc fins al mar inclouria la rehabilitació de l'Hivernacle, l'Umbracle i el Castell dels Tres Dragons.
El 2023 es va anunciar un ambiciós pla de reforma que inclouria la rehabilitació de diverses zones del parc i la creació de nous equipaments, amb la finalitat de crear un espai dedicat a la difusió científica, nomenat com a Ciutadella del Coneixement. Les reformes inclourien una millora i ampliació de la superfície vegetal, així com millores en les infraestructures, l'accessibilitat i les connexions; es milloraran els sistemes de drenatge, els paviments i el sauló; es restauraran parterres i vorades; i s'implementarà una estratègia de residus zero. Així mateix, es restauraran el Castell dels Tres Dragons, l'Hivernacle, l'Umbracle i el Museu Martorell, que es dedicaran a la divulgació científica. D'altra banda, està prevista la creació d'un pol de biociència del Consell Superior d'Investigacions Científiques (CSIC) i la construcció de la Biblioteca Central de l'Estat, el primer en un solar situat davant del campus de la Universitat Pompeu Fabra (UPF) —on antigament es trobava el mercat majorista de peix de Barcelona— i, el segon, al costat de l'Estació de França. La construcció del pol científic va començar el gener de 2023. Inclourà tres edificis: l'Institute for Science and Technology (BIST), l'Institut de Biologia Evolutiva (IBE) i el Centre de Recerca i Innovació per al Benestar Planetari. Es preveu que acullin uns 1200 investigadors de tot el món.

## El parc

1 Cascada monumental
2 Quiosc de música
3 El Mamut
4 Llac artificial
5 Als voluntaris catalans
6 Parlament de Catalunya
7 Desconsol
8 IES Verdaguer
9 Església de la Ciutadella
10 Estàtua eqüestre al General Prim
11 Entrada del parc zoològic
12 Dama del paraigua
13 Umbracle
14 Museu Martorell
15 Hivernacle
16 Castell dels Tres Dragons.

El parc de la Ciutadella té forma rectangular per tres dels seus costats i semicircular en la part oriental, marcada pel passeig de Circumval·lació. Cadascun dels tres costats rectangulars tenia un passeig interior paral·lel a les vies exteriors que ho circumden, dels quals es conserven dos: el dels Til·lers, paral·lel al passeig de Picasso, on al seu llarg se situen els edificis supervivents de l'Exposició de 1888; i el dels Àlbers, paral·lel al passeig de Pujades, que actualment rep el nom de passeig de Joaquim Renart, un pintor, decorador i col·leccionista, fundador de Foment de les Arts Decoratives; el tercer, el dels Oms, era paral·lel al carrer de Wellington, però va desaparèixer en l'ampliació del Zoo.
Els jardins situats enfront del Museu Martorell porten el nom de Fontserè i Mestre, per l'autor del projecte del parc. Un sector d'aquests jardins rep així mateix el nom de jardí del Cambalache, procedent d'una exposició realitzada en la Fundació Antoni Tàpies el 2001, en la terrassa de la qual es va situar una barreja d'hort i jardí amb diversos objectes, una obra d'art natura de l'escultor sevillà Federico Guzmán.

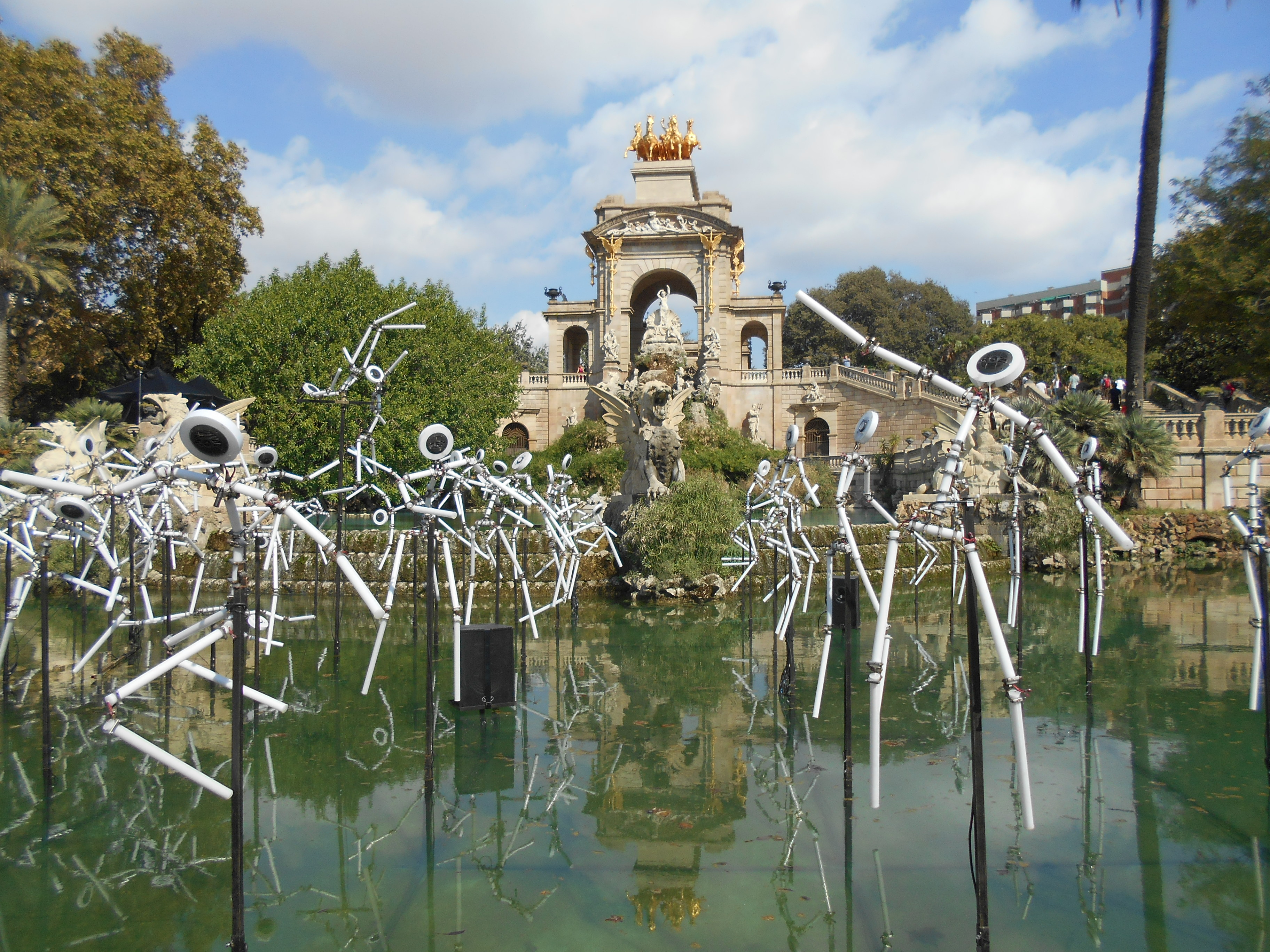
Espectacle Keyframes, de Groupe Laps, enfront de la Cascada del Parc de la Ciutadella, durant les festes de la Mercè de 2016

El parc té una gran extensió enjardinada, amb àmplies arbredes i zones per passejar, així com el llac i la cascada. El llac és un dels centres neuràlgics del parc, amb diversos illots i gran profusió de plantes exòtiques i animals aquàtics; es pot navegar en ell amb barques de rems. Al costat de la cascada es troba el Jardí Romàntic, amb una gran varietat d'espècies vegetals, dins del qual es troba la glorieta amb el monument a Aribau, en un terreny elevat delimitat per una balustrada de pedra amb florons. A l'antiga plaça d'armes hi ha un estany ovalat amb la cèlebre escultura Desconsol, obra de Josep Llimona. Prop d'aquesta plaça i enfront de l'entrada al Zoo es troba el monument a Prim. Jalonen el parc diverses escultures més, que formen en conjunt un autèntic museu a l'aire lliure.
La zona compta a més amb diversos equipaments, com una àrea de joc infantil, una zona per a gossos, bar, lavabos, una ludoteca, una àrea de pícnic, taules de ping-pong i una estació de compostatge.
El recinte del parc és escenari habitual de nombrosos actes socials i culturals, i sol ser un dels epicentres de les festes de la Mercè. També sol ser escenari de manifestacions i actes polítics i reivindicatius, a causa de la presència del Parlament de Catalunya, especialment l'11 de setembre, Diada de Catalunya.

### Flora i fauna
El parc de la Ciutadella té més d'un centenar d'espècies, moltes d'elles plantades al segle xix, pel qual és un dels parcs més antics de la ciutat. Són abundants el til·ler (Tilia X europaea, Tilia tomentosa i Tilia X euchlora), la magnòlia (Magnolia grandiflora), l'àlber (Populus alba i Populus alba "Pyramidalis") i el plàtan (Platanus X hispanica), que es troben juntament amb altres espècies com el lledoner (Celtis australis), la paulònia (Paulownia tormentosa), l'arbre sagrat (Ginkgo biloba), l'acàcia (Robinia pseudoacacia), l'acàcia taperera (Albizia julibrissin), el xiprer (Cupressus macrocarpa i Cupressus sempervirens), el pi australià (Casuarina cunnighamiana), el taronger de Luisiana (Maclura pomifera), la bellaombra (Phytolacca dioica), el castanyer d'Índia (Aesculus hippocastanum), el xiprer calb (Taxodium distichum), la palmera canària (Phoenix canariensis), la palmera datilera (Phoenix dactylifera), la palmera blava (Brahea armata), la iuca (Yucca elephatipes), el llorer (Laurus nobilis), el tamariu (Tamarix gallica), el baladre (Nerium oleander), el pitòspor (Pittosporum tobira) i l'evònim del Japó (Euonymus japonicus).
Diversos dels arbres del parc estan inclosos en el Catàleg d'arbres d'interès local de Barcelona: una acàcia de Constantinoble (Albizia julibrissin), un taronger de Louisiana (Maclura pomifera), un pi australià (Casuarina cunninghamiana) i un Quercus polymorpha, així com els xiprers calbs (Taxodium distichum) del llac. Enfront del Museu Martorell hi ha un pinastre (Pinus pinaster) que va ser donat el 1999 per Montserrat Pla, vídua de Nicolau Maria Rubió i Tudurí.
La fauna del parc està composta principalment per aus, de les quals hi ha censades més de cent espècies diferents, entre les quals destaquen els bernats pescaires, la colònia dels quals és actualment la més important de Catalunya. Entre altres espècies, es poden trobar al parc: raspinell comú, ànec collverd, oca vulgar, aratinga mitrada, aratinga nandai, oreneta cuablanca, aligot comú, mallerenga carbonera, cotxa fumada, cotorreta de pit gris, cotorra de Kramer, corb, tallarol capnegre, tallarol de casquet, estornell negre, estornell vulgar, polla d'aigua, martinet blanc, esplugabous, gavià de potes grogues, gavina vulgar, pardal, gralla, falcó pelegrí, mallerenga blava, ibis sagrat, cadernera, cuereta blanca, cuereta torrentera, merla, mosquiter comú, colom, tudó, ànec mut, ànec xerraire, pit-roig, tórtora turca, garsa grisa crestada, ballester, etc.

### Les portes

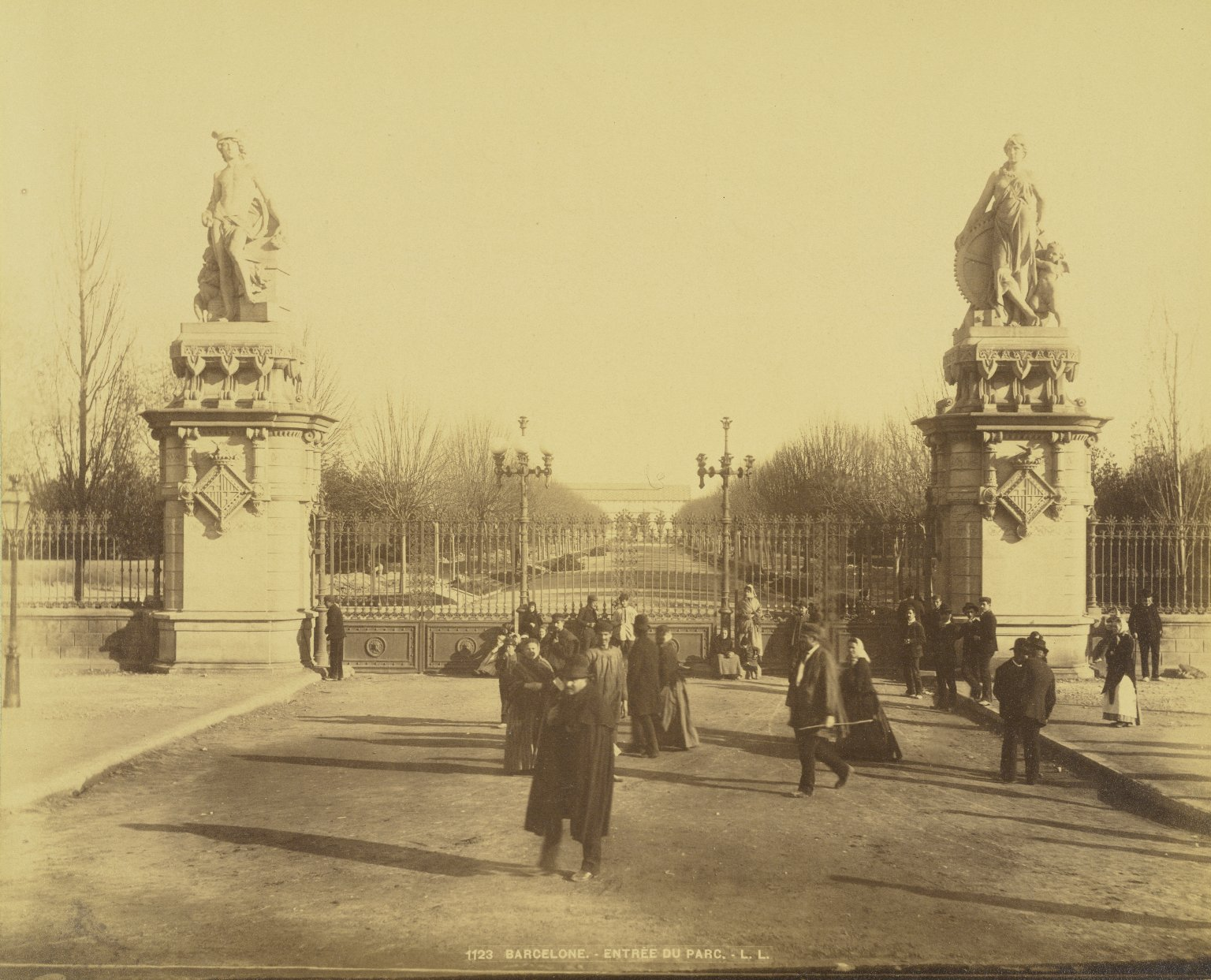
Entrada al parc

El parc compta amb deu accessos, dels quals destaquen dues portes monumentals, una situada al passeig de Pujades i una altra al passeig de Picasso. Van ser dissenyades per Josep Fontserè, tot i que habitualment s'ha atribuït la realització a Antoni Gaudí, ajudant de Fontserè aleshores.

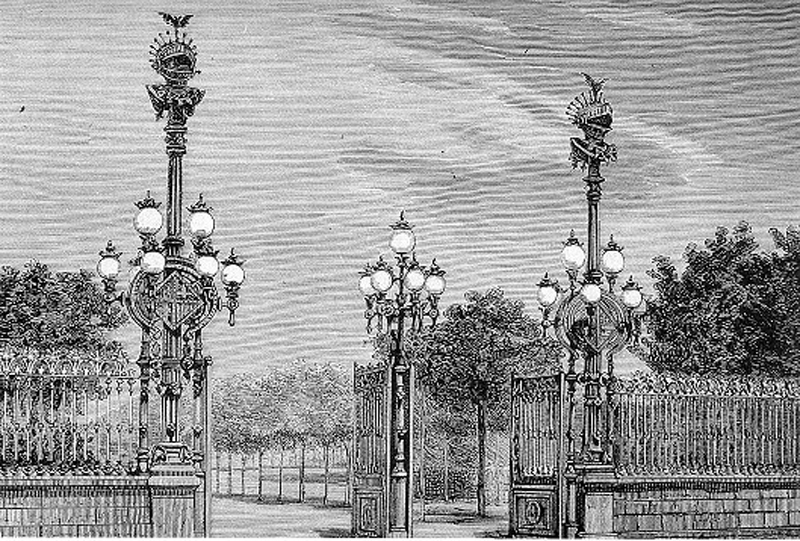
Canelobres del parc

Les portes van ser construïdes entre 1876 i 1880, i presenten unes reixes de ferro amb uns fanals d'elaborat disseny: a la base tenen uns relleus de lleons, sobre la qual se situa el fust del canelobre amb l'escut de Barcelona i un conjunt de set o vuit globus d'il·luminació, sobre els quals s'alça un pal rematat per un elm amb corona i un ratpenat. Avui dia es troben en bastant mal estat.
Un altre element destacat de les portes són les escultures, dues en cadascuna d'elles, situades sobre uns pedestals flanquejant l'entrada. Són de significat al·legòric: en el passeig de Pujades figuren el Comerç i la Indústria, obra d'Agapit Vallmitjana; en el passeig de Picasso es troben la Marina i l'Agricultura, elaborades per Venanci Vallmitjana. Van ser col·locades el 1884.
En l'entrada pel passeig de Pujades hi ha una placa amb la següent inscripció:
| « | Siendo estos Parque y jardines propiedad de todos los ciudadanos a todos ellos interesa su conservación. Por esto los pone bajo su especial cuidado y vigilancia. El Alcalde Constitucional Francisco de P. Rius y Taulet. | Aquests Parc i jardins són propietat de tots els ciutadans i tos s'interessen a la seva conservació. Per això els posa sota la seva especial cura i vigilància. L'Alcalde Constitucional Francesc de P. Rius i Taulet. | » |

### Cascada Monumental
La Cascada Monumental va ser construïda entre 1875 i 1888 amb un disseny general de Josep Fontserè, mentre que el projecte hidràulic va ser d'Antoni Gaudí. El conjunt arquitectònic presenta una estructura central en forma d'arc triomfal amb dos pavellons en els seus costats i dues ales laterals amb escalinates, que acullen un estany dividit en dos nivells. El monument destaca per una profusió escultòrica, en la qual van intervenir alguns els millors artistes del moment. Hi destaca el grup escultòric de ferro forjat La Quadriga de l'Aurora, de Rossend Nobas, així com El naixement de Venus, de Venanci Vallmitjana; el frontó és obra de Francesc Pagès i Serratosa. Altres escultures són: Amfítrite, de Josep Gamot; Neptú i Leda, de Manuel Fuxà; i Dànae, de Joan Flotats. Així mateix, Rafael Atché va realitzar els quatre grius que expulsen aigua per la boca, en la part inferior del monument.

### Glorieta de música

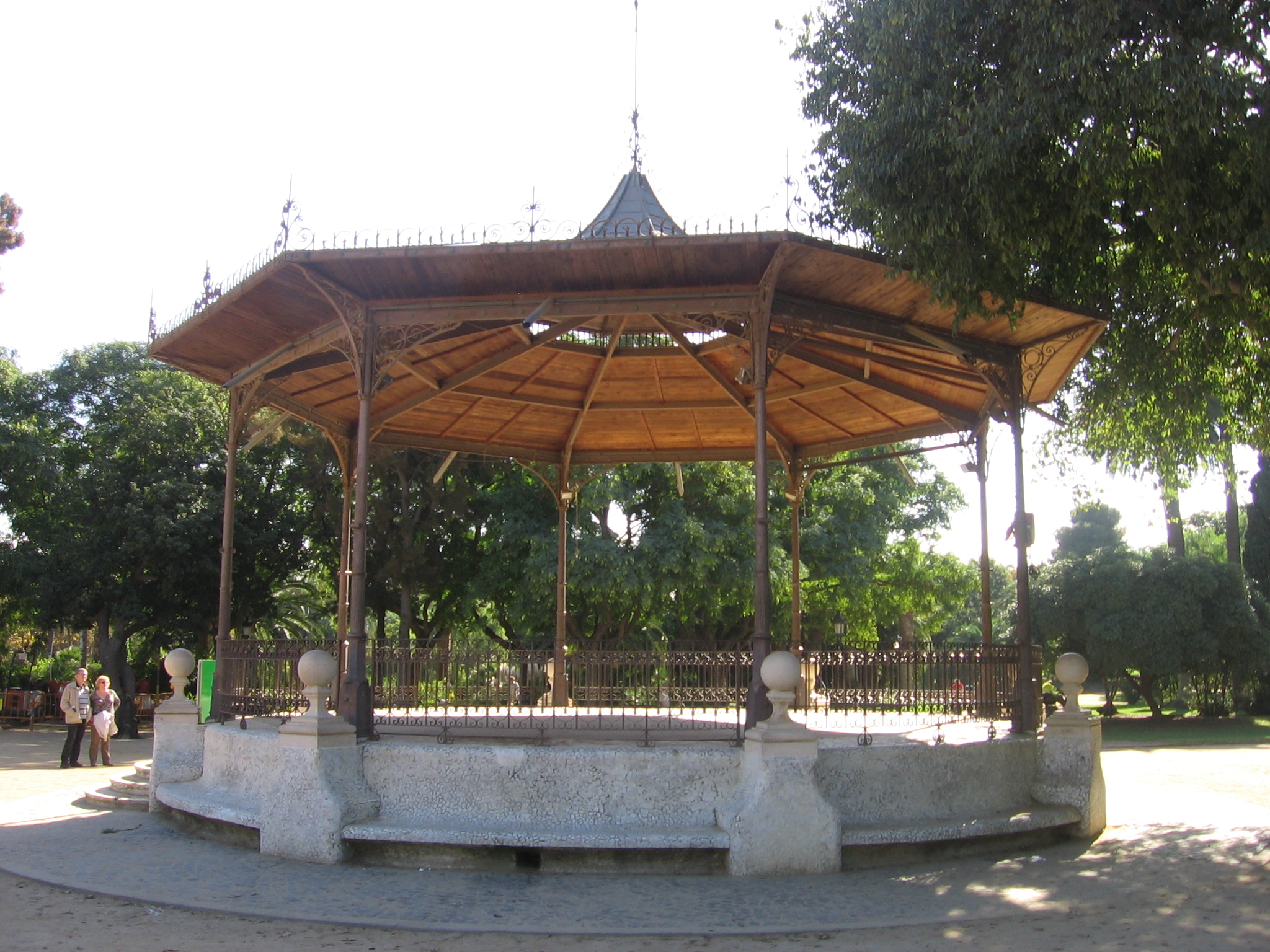
Glorieta de música

La glorieta de música se situa enfront de la Cascada Monumental. El principal element és un quiosc on s'emplaçava antigament la banda de música municipal, obra d'Antoni Maria Gallissà construïda el 1884. Elaborat en pedra, ferro i fusta, té una base circular amb un banc convex de trencadís dividit en set seccions separades per pilastres coronades amb esferes, mentre que una vuitena part de la base té unes escales; sobre aquesta base se situa la plataforma per a la banda de música, voltada amb una barana de ferro forjat, i d'aquí s'eleven vuit pilars que sostenen una coberta octogonal amb una estructura de jàsseres i cartel·les, rematada per un cupulí també octogonal. El 2013 aquest espai va ser denominat glorieta de la Transsexual Sònia, en honor de Sònia Rescalvo, una transsexual assassinada en aquest lloc per un grup de neonazis el 1991.

### Plaça d'armes

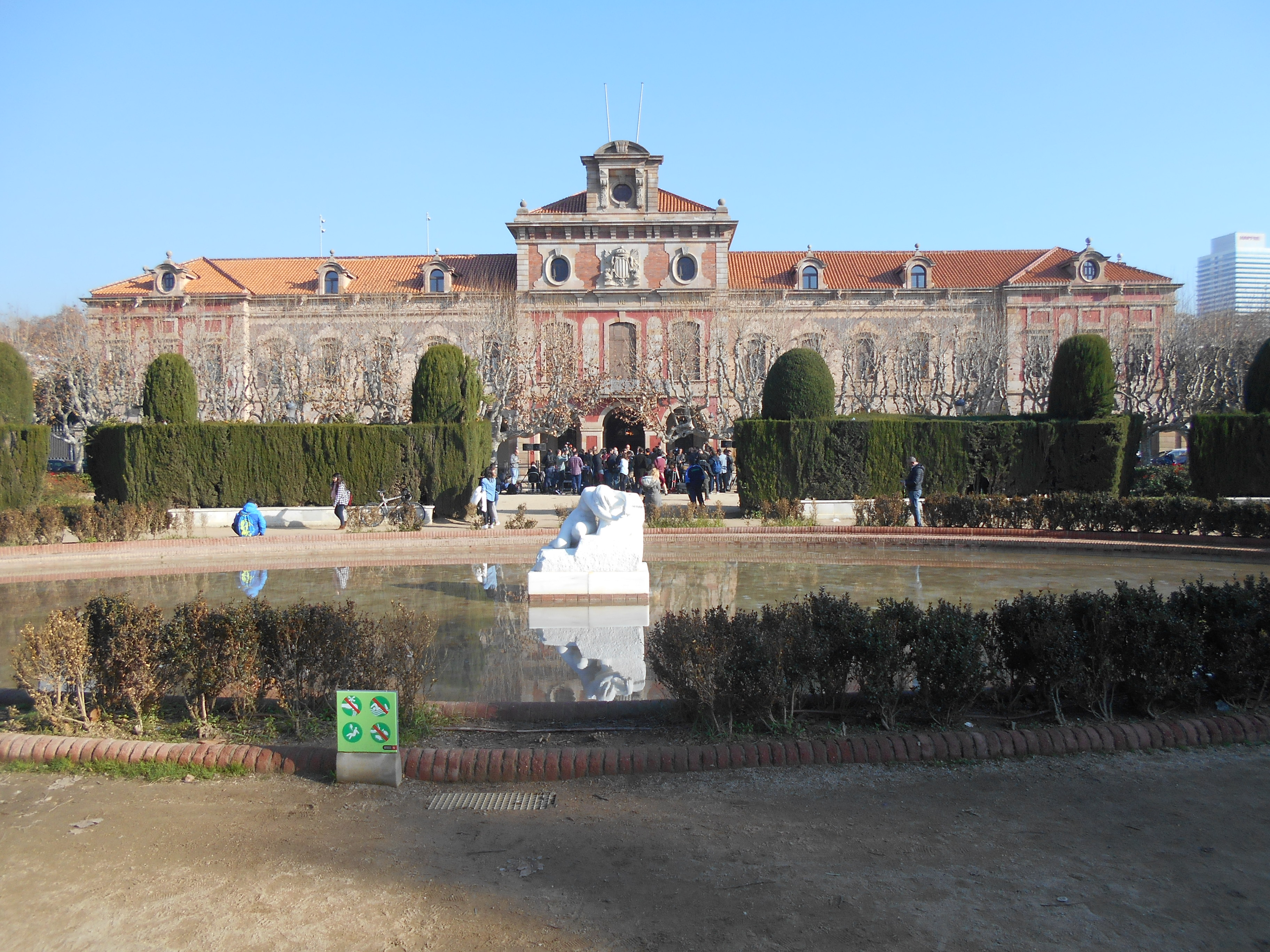
Plaça d'armes, amb l'escultura Desconsol (1903), de Josep Llimona

L'antiga plaça d'armes de la Ciutadella va ser remodelada el 1921 amb un projecte del paisatgista francès Jean-Claude Nicolas Forestier. Arribat a Barcelona el 1915 per l'enjardinament de la muntanya de Montjuïc de cara a la celebració de l'Exposició Internacional, es va aprofitar la seva presència per al disseny d'aquesta zona del parc, que encara no havia estat reconvertida des que se'n va abandonar l'ús militar. El projecte de Forestier és del 1916, tot i que no es va executar fins al 1921, quan va desaparèixer el parc d'atraccions Saturno Park, situat a la plaça.
El projecte de Forestier es va emmarcar en un estil classicista d'acord amb el marc arquitectònic que ho envolta, els edificis de l'antiga fortalesa del segle xviii. Dins del traçat rectangular de la plaça va situar al centre un estany ovalat envoltat d'una sèrie de parterres que projecten en conjunt la mateixa forma ovalada. Forestier va escollir per a la vegetació arbres de petita mida i arbusts, més adequats a la geometria del traçat i a la contemplació visual de l'entorn. Per presidir el conjunt al centre de l'estany va escollir l'escultura Desconsol, de Josep Llimona, una obra modernista que es convertiria en un dels emblemes del parc —la que es troba actualment al parc és una còpia, ja que l'original va ser traslladat al Museu Nacional d'Art de Catalunya.

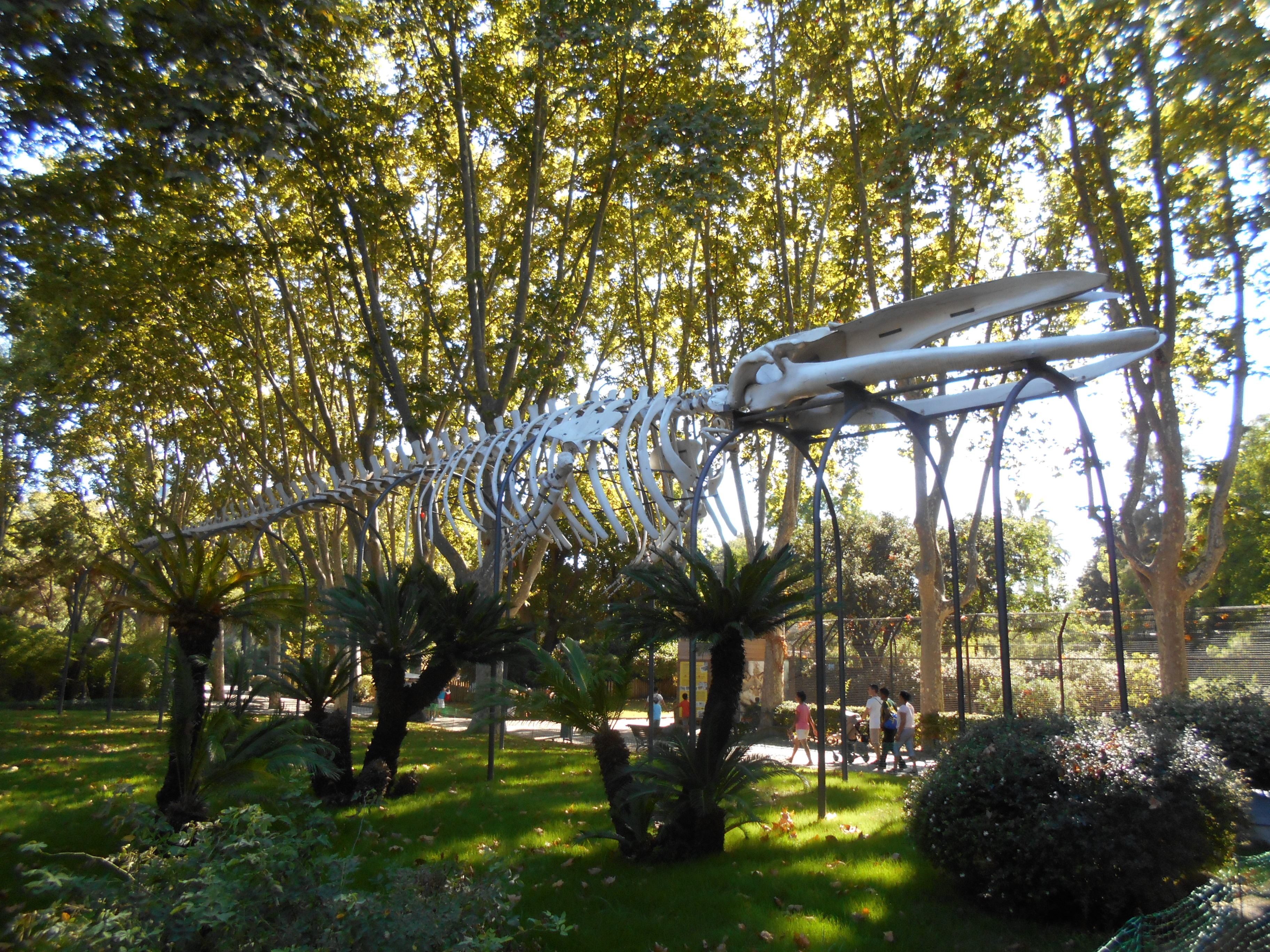
Esquelet de rorqual comú exposat al Zoo, trobat mort el 1983 a la platja d'El Prat de Llobregat

El 1927 el director de Parcs i jardins, Nicolau Maria Rubió i Tudurí, deixeble de Forestier, va ampliar el traçat dissenyat pel paisatgista francès en els seus dos extrems, cap al llac i cap al passeig Militar. En cadascun d'aquests costats va situar també obres d'art: la Deessa de Josep Dunyach i el Monument als voluntaris catalans en la guerra de 1914, de Josep Clarà, ambdues d'estil noucentista. El costat oriental va ser posteriorment aglutinat al Zoo i l'escultura de Dunyach va ser traslladada al passeig dels Àlbers.
La plaça d'armes té actualment el nom de plaça de Joan Fiveller, conseller de l'Ajuntament de Barcelona a la fi del segle xv, famós per l'anomenat «enfrontament del vectigal» amb el rei Ferran I, que ho va convertir en símbol de les llibertats municipals davant el poder reial.
Entre els anys 2020 i 2022 es van rehabilitar els jardins de la plaça, amb l'objectiu de restaurar-hi la vegetació inicial, unes obres que van comptar amb un pressupost d'1,8 milió euros. Entre altres obres, es va millorar-ne el drenatge, es va canviar el paviment i es van recuperar parterres i vorades; es va renovar la vegetació amb més de 20 000 plantes, arbres i arbustos, a més de tanques de xiprers i de murta.

### Zoo
El Parc Zoològic de Barcelona va obrir les portes el 24 de setembre de 1892. Els primers animals venien de la col·lecció privada de la Granja Vella de Lluís Martí-Codolar. El seu primer director va ser el veterinari Francesc Darder i Llimona.
El 1956 es va ampliar el recinte, que va arribar a les 13 ha, al mateix temps que es va iniciar una modernització d'aquest, amb una concepció més científica i encaminada a la preservació de les espècies; entre altres coses, es van substituir nombroses gàbies per espais oberts que recreaven els hàbitats naturals dels animals. El 1966 va arribar Floquet de Neu, un goril·la albí que es va convertir en l'emblema del Zoo. El 1972 es va obrir l'espai dels dofins, així com un aviari i un terrari. El 1985 va deixar de dependre del Servei Municipal de Parcs i Jardins i es va constituir com a societat privada municipal.
En l'actualitat les seves principals directrius són la conservació, la recerca i la difusió cultural. També col·labora amb diversos programes internacionals de manteniment i reproducció d'espècies en perill d'extinció, així com en programes de reintroducció d'espècies en la naturalesa. Alberga unes 400 espècies de tot el món i compta amb uns 7500 exemplars.

### Arquitectura
| Nom                              | Autor                         | Data      | Notes | Foto |
| -------------------------------- | ----------------------------- | --------- | --- | ---- |
| Palau del Parlament de Catalunya | Joris Prosper Van Verboom     | 1717-1727 | Va ser edificat com a arsenal de l'antiga fortalesa de la Ciutadella. Té 5532 m², amb dues plantes i golfa, i va ser construït amb pedra de Montjuïc i rajoles vermelles. D'estil classicista francès, presenta una planta cruciforme i dos pisos amb galeries voltades, i quatre patis entre els braços de la creu. La façana destaca per un conjunt d'arcades que formen un porxo en la planta baixa. Va ser restaurat per Pere Falqués per a l'Exposició Universal, quan va ser residència de la família reial: sobre el traçat original va obrir unes balconades en el primer pis i va convertir el pati central en una escala d'honor; posteriorment, entre 1904 i 1915, va afegir dos cossos laterals a l'edifici principal. A l'interior, Falqués va desenvolupar una decoració d'estil modernista, inspirada en l'Òpera de París. Entre 1932 i 1939 va acollir el Parlament de Catalunya, finalitat a la qual va tornar a ser destinat el 1977. |      |
| Capella de la Ciutadella         | Alexandre de Rez              | 1727      | L'església de l'antiga Ciutadella continua complint la funció d'església parroquial castrense. L'autor, Alexandre de Rez, es va inspirar en l'església de la Visitació de París, obra de François Mansart. Presenta una nau única amb absis semicircular, transsepte amb cúpula ovalada sobre el creuer i testera semicircular, amb una porta flanquejada per pilastres que sostenen un frontó i una rosassa en la part superior. Al segle xix s'hi van afegir unes capelles laterals amb cupulins. |      |
| Palau del Governador             | Joris Prosper Van Verboom     | 1727      | L'antic palau del Governador, avui dia un col·legi de secundària (IES Verdaguer), va ser obra igualment de Verboom i va ser erigit simultàniament a l'església. D'estil classicista francès, té planta rectangular, amb un gran pati posterior envoltat de diversos cossos annexos. |      |
| Museu Martorell                  | Antoni Rovira i Trias         | 1879-1882 | És d'estil neoclàssic pompeià i presenta un cos central amb un pòrtic d'entrada amb un frontó sobre columnes i dues ales laterals simètriques. En la façana destaquen dues estàtues dels naturalistes Jaume Salvador i Félix de Azara, obra d'Eduard B. Alentorn. El museu presenta diverses col·leccions de mineralogia, paleontologia i petrologia de tot el món. |      |
| Umbracle                         | Josep Fontserè i Mestre       | 1883-1884 | Va ser edificat amb l'objectiu d'albergar espècies vegetals que necessiten ombra, especialment tropicals. Està construït amb columnes de ferro colat i un entramat de fusta, amb una secció central de cinc naus de forma trilobulada i dues testeres en els extrems, elaborats amb maons d'obra vista. |      |
| Hivernacle                       | Josep Amargós                 | 1883-1887 | És un hivernacle d'estructura metàl·lica i cristall, amb dues sales simètriques unides per un corredor central, més elevat i amb els laterals oberts. Actualment és utilitzat com a sala d'exposicions temporals. |      |
| Castell dels Tres Dragons        | Lluís Domènech i Montaner     | 1887-1888 | El castell dels Tres Dragons, va ser edificat com a restaurant de l'Exposició, funció que mai es va complir, ja que no va ser acabat a temps, i fou finalment el Museu de Zoologia entre el 1920 i el 2010. D'estil modernista, va ser construït amb maons en obra vista i ferro laminat. Presenta un cos central en forma de paral·lelepípede de tres pisos, amb dues façanes i quatre torres en els angles. Destaca la rematada de l'edifici, on es troba un fris de ceràmica rematat amb merlets, amb escuts elaborats per Alexandre de Riquer, Dionís Baixeras i Joan Llimona. Ha estat el Museu de Zoologia durant la major part de la seva història però també ha tingut diverses funcions, com a taller d'arts industrials o com a Escola Municipal de Música. |      |
| El Castell                       | Antoni Maria Gallissà i Soqué | 1887      | Va ser edificat com a part del tancament perimetral del Parc de la Ciutadella amb el carrer de Wellington. Presenta dues escalinates laterals que, originalment i durant l'Exposició Universal de 1888, donaven accés a un pont per a vianants entre el Parc de la Ciutadella i el Palau de la Mineria i Construccions. L'edificicació, d'estil neomudèjar, ha patit diferents modificacions al llarg dels anys i actualment serveix d'escenari de conferències i xerrades educatives del Zoo de Barcelona. |      |
| Casa dels Lleons                 | Pere Falqués i Urpí           | 1894      | És un edifici d'estil neomudèjar projectat inicialment per allotjar els grans fèlids de la col·lecció zoològica instal·lada l'any 1892 al lateral del parc que limita amb el carrer Wellington. Des de 1924 és la seu administrativa i l'edifici de direcció del Zoo de Barcelona. |      |

### Escultura
| Nom                                                 | Autor                           | Data      | Material                                   | Dimensions            | Notes | Foto |
| --------------------------------------------------- | ------------------------------- | --------- | ------------------------------------------ | --------------------- | --- | ---- |
| Barcelona a Prim                                    | Lluís Puiggener, Frederic Marès | 1882-1887 | Bronze, pedra i marbre                     | 9 × 4,54 × 4,10 m     | Va ser creat amb un disseny arquitectònic de Josep Fontserè i escultura de Lluís Puiggener. Destruïda l'obra original el 1936, va ser substituïda el 1948 per una altra elaborada per Frederic Marès. El monument està dedicat al militar i polític català Joan Prim i Prats. Presenta un primer cos de forma paral·lelepipèdica, sobre el qual s'alça el pedestal, que presenta uns relleus amb escenes de les gestes militars del personatge i, sobre aquest, l'estàtua eqüestre de Prim, vestit amb uniforme militar amb la gorra a la mà, en gest de salutació. |      |
| Caçador de lleons                                   | Agapit Vallmitjana i Abarca     | 1883      | Marbre                                     | 2,35 × 1,14 m         | Coneguda també com L'africà, aquesta escultura va guanyar una medalla en l'Exposició Nacional de Belles Arts de Madrid de 1844. Havia de formar part d'una sèrie sobre la caça prevista per Fontserè, de la qual no es van realitzar més peces. L'obra representa un caçador que subjecta uns cadells de lleó i és sorprès per la lleona mare dels mateixos —que se suposa fora d'escena. D'estil orientalista, l'obra destaca per l'emotivitat i el dramatisme, visible en els gestos i les expressions, així com el preciosisme en els detalls. |      |
| El Comerç                                           | Agapit Vallmitjana i Barbany    | 1884      | Pedra calcària                             | 9,60 × 3,60 × 3,44 m  | Forma part de l'entrada al parc pel passeig de Pujades. És una al·legoria del Comerç, en la figura del déu Mercuri, representat com un jove despreocupat, reclinat sobre unes caixes. Està tocat amb el barret alat i porta en una mà una borsa amb monedes i en l'altra el caduceu, tots ells atributs típics en la iconografia d'aquest personatge. Al seu costat es troba un amoret que fa de comptable. Cal ressaltar el mestratge de l'autor en les proporcions de l'obra, pensades per a contemplar-lo en una posició elevada. |      |
| La Indústria                                        | Agapit Vallmitjana i Barbany    | 1884      | Pedra calcària                             | 9,77 × 3,62 × 3,44 m  | És la parella de l'anterior en la mateixa entrada al parc. L'al·legoria de la Indústria és una figura femenina que recorda una divinitat clàssica, vestida amb túnica i el pit nu, que es recolza sobre una roda dentada. Al seu costat es troba un amoret, com en el grup anterior. La peça està ben resolta, tot i que té alguna desproporció a les mans i el rostre, i la part posterior està menys treballada. |      |
| L'Agricultura                                       | Venanci Vallmitjana             | 1884      | Pedra calcària                             | 11,12 × 3,30 × 2,31 m | L'altra parella d'al·legories es troba a l'entrada al parc pel passeig de Picasso i van ser realitzades pel germà d'Agapit, Venanci. L'al·legoria de l'Agricultura és una figura femenina sense referències mitològiques, una dona recolzada en una forca de segar, amb raïm a la mà. Al seu costat un nen porta raïm i espigues a les mans, mentre que d'un cistell cauen més fruites, en al·lusió al tema representat. El contrapposto de la figura proporciona dinamisme a l'obra, emfatitzat pel treball de les vestidures. La composició recorda algunes obres de Bernini, especialment els àngels del Ponte Sant'Angelo o de l'església de Sant'Andrea delle Fratte a Roma. |      |
| La Marina                                           | Venanci Vallmitjana             | 1884      | Pedra calcària                             | 11,29 × 3,30 × 2,31 m | És la parella de l'anterior en la mateixa entrada. Cal remarcar que tot i que el disseny de les quatre figures va ser dels germans Vallmitjana l'execució va ser a càrrec de Josep Carcassó. Aquesta al·legoria és de nou una dona, mentre que el tema representat es concreta en una àncora i unes cadenes situades al voltant del piló de ferro on es troben els vaixells amarrats. De nou es troba un amoret al seu costat, en aquest cas subjectant unes xarxes de pescar, una figura no gaire ben resolta pel que fa a les proporcions. Les dues obres de Venanci tenen un tractament posterior menys treballat que les del seu germà. |      |
| Dama del paraigua                                   | Joan Roig i Solé                | 1884      | Marbre, pedra i tela                       | 9,73 × 29,50 m        | És una font formada per dues tasses superposades sobre una base de rocalla situada en un estany circular i coronada per la figura que li dona nom, una jove vestida amb un vestit de l'època, dempeus amb un paraigua a la mà esquerra, mentre que apunta la dreta en actitud de comprovar si encara plou. Actualment es troba dins del Zoo. |      |
| A Aribau                                            | Manuel Fuxà                     | 1884      | Bronze sobre pedestal de pedra             | 5,72 × 4,33 m         | És un monument dedicat a l'escriptor Bonaventura Carles Aribau, considerat l'iniciador de la Renaixença catalana. Va ser obra de l'arquitecte Josep Vilaseca i l'escultor Manuel Fuxà, tot i que el 1934 l'estàtua original de pedra va ser substituïda per una còpia de bronze elaborada per Enric Monjo. Es va situar en una esplanada del parc situada entre el passeig de les Magnòlies i el dels Oms, envoltada per una barana en el disseny de la qual va intervenir Antoni Gaudí. Consta d'una base circular sobre la qual s'alça un basament octogonal amb la inscripció La Pàtria, sobre el qual s'aixeca una pilastra jònica amb la inscripció A Aribau i, sobre aquesta, la figura de l'escriptor amb una cama avançada i la mà dreta sobre el pit, mentre que en l'esquerra sosté un llibre i un abric que li queda penjant. |      |
| Font de la cigonya i la guineu                      | Eduard B. Alentorn              | 1884      | Marbre                                     | 4,65 × 9,90 m         | Situada en l'entrada del parc pel passeig de Picasso, aquesta font està inspirada en la faula de la guineu i la cigonya d'Isop. Està formada per un safareig octogonal en el centre del qual s'alça un basament d'igual traçat que serveix de pedestal a l'escultura dels dos animals, que conjuga l'horitzontalitat de la guineu amb la verticalitat de la cigonya. Als peus dels dos protagonistes es troben un plat i un gerro, dos objectes igualment relacionats amb la faula. |      |
| Jaume Salvador                                      | Eduard B. Alentorn              | 1884      | Marbre                                     | 3,05 × 1,85 × 1,95 m  | El 1884 es van encarregar a l'escultor Eduard Alentorn dues estàtues de naturalistes per flanquejar l'entrada al Museu Martorell. La primera estava dedicada al botànic i farmacèutic barceloní Jaume Salvador (1649-1740). És una obra realista, que mostra al personatge assegut en un cadira amb el braç dret recolzat en el respatller, mentre que l'esquerre es recolza sobre un llibre i té la cama dreta avançada. Al seu voltant hi ha reproduccions de diverses plantes, que donen fe de la seva tasca professional. L'obra destaca per la seva magnífica execució, tant en els detalls de l'obra com en el dinamisme de la figura. |      |
| Félix de Azara                                      | Eduard B. Alentorn              | 1886      | Marbre                                     | 3,05 × 1,85 × 1,95 m  | La segona estàtua del Museu Martorell està dedicada a l'enginyer militar i naturalista aragonès Félix de Azara (1746-1821). És també una figura sedent, amb la mà dreta en el genoll i l'esquerra a un costat amb un pergamí enrotllat a la mà. Al seu costat es troben una mostela amb la seva cria i dues aus trepadores, en representació dels estudis d'història natural realitzats pel personatge al Paraguai i Riu de la Plata. L'obra destaca de nou per una acurada execució, que mostra un gran mestratge en el treball en marbre. |      |
| Font dels Nens                                      | Josep Reynés                    | 1893      | Marbre                                     | 2,76 × 3,28 × 3,28 m  | És una font escultòrica situada en un estany de forma octogonal, on s'alça un pedestal de quatre braços decorat amb volutes i sobre aquest l'escultura, un gran gerro sobre el qual pugen uns nens nus, uns pujant i uns altres que ja es troben a dalt. En un lateral, el nen de sota posa les dues mans per impulsar a un altre que s'encimbella al gerro, mentre que un tercer es troba ja en la vora; a dalt, hi ha un nen dempeus, mentre un altre està tombat apuntant el cap fora i un tercer es capbussa en l'aigua del gerro, amb les cames per fora. |      |
| Mamut                                               | Miquel Dalmau                   | 1907      | Formigó                                    | 5,60 × 7,50 × 2,30 m  | Aquesta reproducció d'un mamut havia de formar part d'una sèrie d'animals prehistòrics dels quals finalment tan sols es va realitzar aquest exemplar, recreat a partir d'un fòssil trobat a Sibèria el 1901. El modelatge va ser dirigit pel geòleg Norbert Font i Sagué. Va ser la primera escultura realitzada en formigó armat a Barcelona. Va ser restaurat el 1998, data en què es va afegir al costat de l'animal una placa amb una explicació de l'obra. |      |
| A Manuel Milà i Fontanals                           | Manuel Fuxà                     | 1908      | Marbre                                     | 2,56 × 0,71 × 0,52 m  | El bust del poeta i filòleg Manuel Milà i Fontanals va ser el primer que es va instal·lar com a colofó dels Jocs Florals després del seu establiment al parc. Va ser obra de Manuel Fuxà, mentre que el pedestal va ser dissenyat per l'arquitecte Joan Rubió i Bellver, tot i que va ser substituït el 1964 per l'actual, un simple paral·lelepípede de pedra. El bust de Fuxà és d'estil realista, amb la part superior del tors amb un vestit d'època i l'efígie del retratat, que va ser utilitzada més tard per a un monument al mateix personatge a Vilafranca del Penedès. |      |
| A Emili Vilanova                                    | Pere Carbonell                  | 1908      | Marbre                                     | 2,92 × 1,30 × 1,30 m  | El bust de l'escriptor costumista Emili Vilanova va ser col·locat tres dies més tard que l'anterior, darrere de l'antic palau del governador. El disseny del pedestal va ser de Bonaventura Bassegoda i Amigó, coronat per volutes jòniques i amb l'escut de Barcelona envoltat de fulles de llorer. Sobre ell es troba el bust, de factura realista, tot i que el tors de l'escriptor es troba embolicat en una capa d'amplis plecs, fet que li atorga un cert aspecte romàntic. |      |
| A Marià Aguiló                                      | Eusebi Arnau                    | 1909      | Marbre                                     | 3,35 × 1,40 × 1,04 m  | En l'edició de 1909 la dedicatòria va ser pel poeta i filòleg mallorquí Marià Aguiló. Sobre un pedestal en forma de paral·lelepípede amb decoració floral d'estil modernista es troba el bust de l'homenatjat, una rèplica de l'elaborat per a la biblioteca de l'Ateneu Barcelonès l'any de la mort del personatge. Està vestit amb un pesat abric i els trets del personatge són de caràcter realista. |      |
| A Víctor Balaguer                                   | Manuel Fuxà                     | 1910      | Marbre                                     | 5,15 × 1 × 1 m        | A l'any següent el personatge escollit va ser l'escriptor i polític Víctor Balaguer. El pedestal va ser a càrrec de Josep Puig i Cadafalch, que va dissenyar una columna de fust estriat coronada per volutes jòniques, amb la inscripció Morta diuen que's, més jo la crech viva, en referència a la llengua catalana. Com les anteriors és de caràcter realista i, com en el cas d'Emili Vilanova, el tors del personatge està embolicat per una capa, a l'estil romàntic. |      |
| A Lleó Fontova                                      | Pau Gargallo                    | 1910      | Marbre                                     | 4,07 × 0,92 × 0,92 m  | En aquesta ocasió l'homenatjat va ser un actor, Lleó Fontova i Mareca, habitual representant de les obres teatrals de Serafí Pitarra. L'autor escollit va ser un jove Gargallo, nouvingut d'una estada d'aprenentatge a París, qui després d'una etapa modernista començava a acostar-se al noucentisme, una transició present en aquesta obra. Gargallo va dissenyar tant el pedestal com el bust: el primer està format per una columna cilíndrica amb un amoret que porta una màscara de la comèdia a la base i coronat per unes volutes amb garlandes; el segon presenta l'efígie del personatge amb les espatlles nues, sense cap atribut que denoti la seva activitat, tot i que l'altivesa i l'esguard penetrant de l'actor donen una provada mostra de la seva talla. |      |
| A Teodor Llorente                                   | Eusebi Arnau                    | 1912      | Marbre                                     | 4 × 1,29 × 1,29 m     | Després d'una aturada d'un any el següent torn va ser del poeta, periodista i polític valencià Teodor Llorente. Sobre un pedestal dissenyat per l'arquitecte Alexandre Soler i March, amb decoració floral d'estil modernista, se situa el bust, de factura realista, elaborat amb gran precisió de detalls. |      |
| A Joan Maragall                                     | Eusebi Arnau                    | 1913      | Marbre                                     | 4,40 × 1,15 × 1,15 m  | El 1913 l'homenatjat va ser l'insigne poeta Joan Maragall, mort dos anys abans. El pedestal va ser obra de Lluís Domènech i Montaner, format per una base amb unes figures esculpides de noies ballant la sardana, un fust estriat amb el nom del poeta i unes volutes jòniques. L'efígie del personatge és de nou de tipus realista, encara que sense caure en un excessiu detallisme. |      |
| A Joaquim Vayreda                                   | Manuel Fuxà                     | 1915      | Marbre                                     | 2,80 × 2,62 × 1,05 m  | Després d'un any de parèntesi per l'esclat de la Primera Guerra Mundial, el 1915 es va col·locar un bust del pintor Joaquim Vayreda, promogut per la Junta de Museus. Inicialment es va col·locar en els jardins del palau de Belles Arts, però quan aquest va ser enderrocat el 1945 es va traslladar a la plaça d'armes, enfront del palau del Parlament. En el mateix trasllat es va substituir el pedestal, original de Pere Falqués —una columna amb capitell quadrangular d'estil Sezession—, per un altre de forma semicircular amb una paleta de pintor al centre. El bust és realista i presenta a l'artista amb capa, llaç i una boina en el cap, amb cert aire bohemi. |      |
| A Pepita Teixidor                                   | Manuel Fuxà                     | 1917      | Marbre                                     | 3,59 × 0,68 × 0,68 m  | El cicle iniciat amb els Jocs Florals es va tancar amb el primer bust dedicat a una dona, la pintora Pepita Teixidor. La iniciativa va ser de l'escriptora i feminista Carme Karr. Manuel Fuxà es va encarregar tant del pedestal com del bust. El primer conté el nom de l'artista amb una paleta de pintor i decoració floral, mentre que el retrat és novament de factura realista —com solia ser habitual en aquest escultor— i presenta la part superior del tors amb flors en el pit, mentre que el cap destaca pel cabell arrissat i la forma oval del rostre. |      |
| Desconsol                                           | Josep Llimona                   | 1917      | Marbre                                     | 1,43 × 1,65 × 1,28 m  | Aquesta cèlebre escultura va ser realitzada per Josep Llimona el 1903, tot i que no es va col·locar en l'estany de la plaça d'armes fins al 1917, en el transcurs de la reforma jardinística efectuada per Jean-Claude Nicolas Forestier. És una obra modernista, que representa una jove nua en actitud desconsolada, amb els braços recolzats en una roca, sobre els quals reclina el cap, els cabells del qual cauen cap a davant tapant el rostre de la noia. Aquesta obra va guanyar el premi d'honor de la V Exposició Internacional d'Art de Barcelona el 1907. El 1984 l'estàtua original va ser dipositada al Museu Nacional d'Art de Catalunya i substituïda al parc per una còpia. |      |
| Deessa                                              | Josep Dunyach                   | 1928      | Pedra de Montjuïc                          | 3,78 × 1,21 × 1,40 m  | Aquesta obra va ser realitzada pel conjunt escultòric de la plaça de Catalunya projectat en el marc de l'Exposició Internacional de 1929. Formava part d'una sèrie de setze figures femenines que havia de decorar un templet amb columnata projectat per Francesc de Paula Nebot i Torrens per a la plaça, que finalment no es va realitzar. Per això, les escultures que ja estaven confeccionades van ser repartides per la ciutat: al parc de la Ciutadella es va col·locar aquesta i La Nit de Vicenç Navarro. Es tracta d'una figura femenina nua que representa a una deessa sense especificar, una evocació de l'antiguitat clàssica. La figura està en actitud de contrapposto, amb la mà esquerra subjectant sobre l'espatlla una capa que cau sobre la seva esquena. L'anatomia de naturalesa mediterrània és pròpia de l'estil artístic del moment: el noucentisme. |      |
| La Nit                                              | Vicenç Navarro                  | 1929      | Pedra de Montjuïc                          | 2,93 × 0,86 × 1,10 m  | Com l'obra anterior, va ser realitzada per a la plaça de Catalunya i posteriorment descartada, no solament perquè el templet en el qual havia de figurar no va ser construït, sinó també perquè la nuesa d'aquestes figures era mal vista per la moral de l'època. Després d'uns anys en un magatzem municipal va ser col·locada el 1962 en el passeig dels Àlbers (actualment de Joaquim Renart). És una figura seminua, amb un vel que li cobreix de ventre cap avall, amb una cama avançada i els braços en els costats. Els traços de la figura són classicistes i transmeten una sensació de calma i serenitat, potser pel tema al que al·ludeix, una al·legoria de la nit. |      |
| Als voluntaris catalans                             | Josep Clarà                     | 1936      | Bronze                                     | 3,89 × 0,90 × 1,54 m  | Aquesta obra és un homenatge als 14.000 voluntaris que van lluitar per França en la Primera Guerra Mundial. Va ser elaborada el 1922 i estava prevista la seva col·locació a la plaça de Catalunya, però l'inici a l'any següent de la dictadura de Primo de Rivera va relegar el projecte; finalment va ser col·locada al parc el 1936. Aquesta obra va guanyar el gran premi de l'Exposició d'Arts Decoratives de París de 1925. Representa un home nu amb els braços aixecats i una branca de llorer a la mà dreta, com a símbol de llibertat. Després de la Guerra Civil es va retirar la dedicatòria i, el 1954, es van cobrir els seus genitals amb una fulla de parra. El 1986 es va col·locar una nova placa que ampliava la dedicatòria a les dues guerres mundials, per iniciativa de l'associació Amical de Catalunya dels Antics Guerrillers Espanyols a França. El 2011 va ser traslladada al costat contrari de la plaça d'armes on es trobava, a causa d'una ampliació del Zoo. Es va aprofitar llavors per restaurar-la i es va retirar la fulla de parra que ho cobria. |      |
| Genoveva de Brabant                                 | Montserrat Junoy                | 1959      | Marbre                                     | 1,28 × 0,85 × 0,80 m  | Als anys 1960 va haver-hi una campanya de col·locació d'escultures en el conjunt de parcs i jardins de la ciutat, diverses de les quals van recalar al Zoo, la majoria amb temàtica relacionada amb els animals. La primera va ser la dedicada a l'heroïna medieval Genoveva de Brabant, falsament acusada d'adulteri, pel que va viure durant sis anys amb el seu fill en una cova, alimentat per una cabirola. L'escultura representa a la dona asseguda amb el seu fill en la falda i la cabirola recolzada al seu costat, en un estil realista de filiació modernista. |      |
| A la infància                                       | Elisa Reverter                  | 1959      | Pedra calcària                             | 1,25 × 0,55 × 0,30 m  | El mateix any que l'anterior es va col·locar en el Zoo aquesta obra, patrocinada per l'empresa Nestlé. És una estela amb dos caps de nens en relleu en la seva part superior, com a homenatge a la infància. Aquesta obra va ser una de les anomenades «josefines», una sèrie de peces que sempre s'inauguraven el 19 de març, dia de sant Josep, per ser l'onomàstica de l'alcalde Josep Maria de Porcioles. |      |
| Sant Francesc d'Assís                               | Pere Jou                        | 1960      | Pedra calcària                             | 2,02 × 0,67 × 0,50 m  | En el Zoo no podia faltar un homenatge al patró dels animals. El sant va vestit amb hàbit de monjo i té el cap inclinat cap a davant. Amb la seva mà dreta acaricia el cap d'un llop situat als seus peus, mentre que en l'espatlla esquerra té recolzats dos coloms, un dels quals acaricia amb la mà esquerra. Seguint la tradició «josefina» va ser inaugurada el 19 de març de 1960. |      |
| Repòs                                               | Claudi Tarragó                  | 1961      | Pedra calcària                             | 1,40 × 0,70 × 0,60 m  | Aquesta obra va ser una de les guanyadores en un concurs organitzat el 1961 per a la instal·lació d'art públic en diversos parcs i jardins. Tot i que inicialment va ser col·locada en els jardins del Doctor Serrat, a El Clot, al cap de poc va ser traslladada al Zoo. Es tracta de la figura d'una jove en actitud de repòs, asseguda amb els genolls cap amunt, on recolza els braços, i el cap descansant sobre aquests. Les formes robustes de la figura recorden les obres de Fernando Botero, possible inspiració de l'artista. |      |
| Dofí                                                | Miquel Saperas                  | 1966      | Pedra artificial                           | 2 × 2,15 × 0,75 m     | Aquesta obra va ser realitzada per a la inauguració del delfinari del Zoo, l'entrada del qual engalana. Es tracta d'un dofí saltant sobre l'aigua, representada per quatre ones que constitueixen la base de la peça. El mamífer marí es troba en un aparentment precari equilibri i el seu rostre sembla dibuixar un somriure, mostrant el plaure que sens dubte sent pel salt en l'aigua. |      |
| Àligues                                             | Joan Borrell i Nicolau          | 1969      | Bronze                                     | 2,83 × 4,52 × 1,95 m  | Aquestes figures d'àligues formaven part de la font de l'Aurora, un grup escultòric de Joan Borrell instal·lat el 1929 als jardinets de Gràcia. L'obra no va agradar als graciencs, pel que va ser desmuntada i les seves parts escampades: el Carro d'Hèlios va ser instal·lat el 1934 al Turó Park; la Nimfa que es pentina es va situar a la plaça de Joaquim Folguera el 1968; la figura de Minerva va ser col·locada el 2003 al passeig de Santa Madrona, a Montjuïc, en una fornícula de l'Institut Cartogràfic de Catalunya; i la figura de Selene va ser col·locada el 2014 en l'avinguda de Vallcarca, prop de la plaça de Lesseps. Les àligues van ser col·locades al Zoo el 1969, després d'uns anys guardades en un magatzem. En l'obra original hi havia quatre àligues recolzades sobre columnes, una amb les ales tancades, una altra a mig obrir i dos amb les ales esteses. Antoni Jonch, director del Zoo, en va recuperar tres i les va situar en la rèplica de la muntanya de Montserrat; la quarta probablement seria fosa.                                         |      |
| A Walt Disney                                       | Núria Tortras                   | 1969      | Bronze                                     | 2,70 × 3,47 × 1 m     | Al Zoo es va emplaçar també aquest homenatge a Walt Disney, mort tres anys abans. L'autora va escollir efectuar un homenatge simbòlic, pel que va crear un grup de cinc cérvols saltant, inspirant-se en la pel·lícula Bambi. Els cérvols se situen uns sobre uns altres en tres nivells d'altura, formant una línia diagonal ascendent, en precari equilibri. L'obra està pensada per ser observada des de múltiples punts de vista, ja que no té una focalització específica i els espais buits entre les figures tenen també una especial concordança amb el conjunt. |      |
| A Francesc Carreras i Candi                         | Jacinto Bustos Vasallo          | 1975      | Marbre                                     | 2,17 × 0,60 × 0,50 m  | El 1975 es va col·locar prop del palau del Parlament un bust dedicat a l'historiador Francesc Carreras i Candi, per iniciativa de la seva filla, propietària del bust, del que va fer donació a l'Ajuntament. És una obra classicista, que mostra la part superior del tors despullada i sense treballar a la base, amb les espatlles una mica caigudes, mentre que el cap està lleugerament alçat, sobresortint significativament del cos. El rostre està modelat detalladament, tot i que aquests detalls estan agrupats de forma sintètica, un recurs habitual en l'escultura clàssica grecoromana. |      |
| El gos abandonat                                    | Artur Aldomà                    | 1977      | Bronze                                     | 1,50 × 0,80 × 0,80 m  | Aquesta escultura va ser una donació de la Lliga Protectora d'Animals i Plantes al Zoo. És la figura d'una gossa asseguda sobre les seves potes posteriors i amb el cap cot i girat cap a l'esquerra. La seva actitud trista i desolada denota la seva condició d'abandó, palpable a més per la seva primesa, amb el tors amb les costelles marcades. El pedestal conté també dos poemes de Margarida Grollero, un en castellà i un altre en català, al·lusius al tema de l'obra. |      |
| Pietat                                              | Ferran Ventura                  | 1984      | Pedra d'Ulldecona                          | 2,30 m                | Aquesta obra es troba al pati del palau del Parlament de Catalunya. És un homenatge als represaliats per la dictadura franquista, promogut per l'Associació Pro Immolats per la Llibertat de Catalunya per ser situat en el Fossar de la Pedrera, una fossa comuna situada en la muntanya de Montjuïc on s'enterrava als afusellats durant la dictadura; finalment es va col·locar allí una rèplica en bronze, mentre l'original de pedra es va instal·lar al Parlament. Per simbolitzar a les víctimes de la repressió l'autor va realitzar una pietat clàssica, una dona que sosté a un home mort en braços. El conjunt desprèn dramatisme a través de la postura forçada dels cossos, la desproporció dels quals emfatitza a més el sentiment dramàtic. |      |
| Font de la Corporació Metropolitana de Barcelona    | Xavier Corberó                  | 1985      | Bronze                                     | 2 × 0,60 m            | El 1985 es van inaugurar un conjunt de cinc fonts de la Corporació Metropolitana de Barcelona, dissenyades per Xavier Corberó. Una es va situar a l'Hivernacle del parc de la Ciutadella i les altres al passeig de Colom, el parc de l'Espanya Industrial, el Carrer del Torrent de l'Olla i el Carrer de Santa Rosalia. Realitzades en bronze, tenien dos metres d'altura i forma de columna, de disseny minimalista, amb un cercle a la seva base amb un poema de Joan Maragall. L'aigua sorgia de la part superior de la columna i baixava per les seves arestes, fet que va afavorir la seva oxidació, motiu pel qual la majoria van ser retirades entre 2010 i 2012; tan sols resta la de la Ciutadella, en bastant mal estat de conservació. |      |
| Als barcelonins morts als camps d'exterminació nazi | André Fauteux                   | 1987      | Ferro i pedra                              | 5,83 × 3,29 × 3,29 m  | Com indica el títol, aquesta obra és un homenatge als ciutadans de Barcelona víctimes de la barbàrie nazi, impulsada per l'Ajuntament després d'una proposta de l'associació Amical de Mauthausen. Es va aprofitar una obra elaborada per Fauteux en el si del workshop Art Triangle Barcelona'87, dirigit per Anthony Caro. L'obra se situa en un parterre de flors i consta d'un gran anell de ferro dempeus però lleugerament inclinat, sostingut per uns pilars també de ferro. Sota aquest cercle hi ha un monòlit cúbic de pedra amb una placa commemorativa. |      |
| Els tres dragons                                    | Cristian Cirici                 | 1989      | Xapa de ferro                              |                       | El 1989 es va ampliar el que encara era el Museu de Zoologia —a l'edifici dit del castell dels Tres Dragons—, amb un projecte de Cristian Cirici i Pep Bonet. Es va construir llavors un gran espai subterrani i per a la seva il·luminació es va instal·lar arran de terra un estany amb brolladors que deixava passar la llum a la sala de sota. En la part frontal d'aquest estany es van col·locar tres figures de dracs —tot i que semblen més aviat camaleons—, en al·lusió al sobrenom de l'edifici. Són de xapa de ferro, situats un darrere l'altre de tal forma que les seves cues i les seves llengües se succeeixen en una línia ondulant. |      |
| Porta dels elefants                                 | Cristian Cirici                 | 1989      | Xapa de ferro                              |                       | En el transcurs de la reforma del Museu de Zoologia es va obrir un accés al parc pel passeig de Pujades. En els laterals d'aquest accés es va situar uns passamans de xapa de ferro amb forma d'elefant, en homenatge a l'Avi, el primer elefant del Zoo, del que va ser l'estrella durant la primera dècada del segle xx, l'esquelet del qual fou conservat durant molt de temps a la planta baixa del desaparegut Museu de Zoologia. |      |
| Homenatge a l'Exposició Universal de 1888           | Antoni Clavé                    | 1991      | Ferro, acer inoxidable i alumini anoditzat | 9,81 × 11,03 × 21 m   | Com a celebració del centenari de l'Exposició Universal es va encarregar a Antoni Clavé aquesta obra, un collage escultòric situat sobre una plataforma de formigó enmig d'un estany. La base de la peça són quatre grans rodes dentades d'origen industrial, sobre les quals s'alça un alt panell d'alumini amb diversos elements col·locats a manera de collage, d'estil abstracte, que juga amb la variació de materials, colors i textures per aconseguir l'efecte desitjat. El panell és mòbil, pel que al disseny de l'obra cal afegir el moviment per valorar l'obra en el seu conjunt. |      |
| Centenari del Parc Zoològic                         | Agapit Vallmitjana i Abarca     | 1992      | Bronze                                     | 1,36 × 4,10 × 1,28 m  | Amb motiu del centenari del Zoo es va col·locar una obra d'Agapit Vallmitjana original de 1888, que es va fondre partint d'un motlle en guix conservat al Museu Nacional d'Art de Catalunya. Es tracta d'un lleó reclinat, amb el cap lleugerament ajupit i inclinat cap a la dreta, mentre que amb la pota posterior es grata per llevar-se els paràsits. La figura té la mida natural de l'animal i és una representació realista, que destaca pel pelatge del felí. Vallmitjana era especialista en la representació d'animals, com és palpable en la seva altra obra al parc, El caçador de lleons. |      |
| Als gais, lesbianes i transsexuals                  |                                 | 2011      | Pedra i acer patinable                     | 4 × 2 m               | Es troba a prop de l'entrada al parc pel passeig de Picasso i consta d'una placa triangular d'acer amb una franja metàl·lica rosa al voltant de la vora. La placa conté la inscripció: «En memòria dels gais, lesbianes i les persones transsexuals que han sofert persecució i repressió al llarg de la història. Barcelona 2011». |      |
| A Václav Havel                                      | Bořek Šípek                     | 2014      | Fusta, metall, cristall, til·ler           |                       | La proposta d'un homenatge al polític i escriptor txec Václav Havel i, en extensió, a la causa dels drets humans, va sorgir de l'associació Amnistia Internacional. En un petit prat del parc es va instal·lar al voltant d'un til·ler una taula —que envolta totalment a l'arbre— i dues cadires fixades al terra. La taula té una banda metàl·lica al seu voltant amb una frase de Havel: «La Veritat i l'Amor venceran a les Mentides i l'Odi», escrita en txec i català. Les cadires tenen dos poms, un en forma de cor vermell i un altre en forma de caragol de color verd, com a símbols de l'amor i la constància. Una placa en el terra informa dels promotors del monument. L'autor del projecte es va inspirar en la capacitat de diàleg de l'homenatjat, pel que va disposar dues cadires una enfront d'altra, una obra que està previst instal·lar en quinze ciutats de tot el món. |      |

Desaparegudes
| Nom                | Autor              | Data | Material       | Dimensions | Notes | Foto |
| ------------------ | ------------------ | ---- | -------------- | ---------- | --- | ---- |
| Font de l'astròleg | Eduard B. Alentorn | 1892 | Marbre         | 2,5 m      | Aquesta obra va sorgir en el context dels treballs de reurbanització del parc després de la celebració de l'Exposició Universal. Era una font amb una escultura d'un astròleg, mag o alquimista de temps de l'Edat Mitjana o el Renaixement, fet palpable per la túnica i la gorgera en el coll. La figura destacava per la torsió de la figura i el treball dels drapejats i denotava el mestratge de l'autor en el treball en marbre, perceptible sobretot en el retrat, possiblement un autoretrat d'Alentorn. Era una obra d'un eclecticisme arcaïtzant, possiblement per influència de Joan Roig i Solé, mestre d'Alentorn. L'obra va desaparèixer en els anys 1940 en circumstàncies desconegudes. |      |
| Font de l'Àguila   |                    | 1894 | Pedra i bronze |            | Aquesta font formava parella amb la Dama del paraigua, situades ambdues en sengles placetes situades en els costats del palau de la Indústria. Era de base circular, amb quatre trams d'escales alternades amb parterres; d'aquí sorgia una columna amb una tassa en la part central i rematada per una escultura en bronze d'un àguila. Va ser enderrocada el 1963 en el transcurs d'unes obres d'ampliació del Zoo. |      |
| L'edat de pedra    | Josep Campeny      | 1895 |                |            | Aquesta obra estava situada a l'Hivernacle i va ser promoguda per la Junta de Ciències Naturals com a complement a la sèrie d'animals prehistòrics que estava previst repartir pel parc, dels quals solament es va realitzar el Mamut. L'obra mostrava un home nu lluitant contra un os i destacava per l'acurat treball mostrat en la musculatura de l'home i en la pell de l'os. El 1896 va guanyar una tercera medalla en l'Exposició de Belles Arts i Indústries Artístiques de Barcelona. Va ser retirada el 1917 per motius desconeguts i des de llavors es va perdre el seu parador. |      |
| Ramon Batlle       | Enric Clarasó      | 1918 |                |            | Seguint amb el costum de col·locar busts de catalans il·lustres el 1918 es va dedicar un a l'industrial Ramon Batlle, per iniciativa del també industrial Rafael Llongueras. Es va aprofitar un bust del personatge elaborat per Clarasó el 1903, que va ser instal·lat al parc en un acte presidit per l'alcalde Emiliano Iglesias. Després de la Guerra Civil el bust va desaparèixer en circumstàncies desconegudes i solament es conserva el pedestal, guardat en un magatzem municipal. |      |